# Barokní architektura v Česku

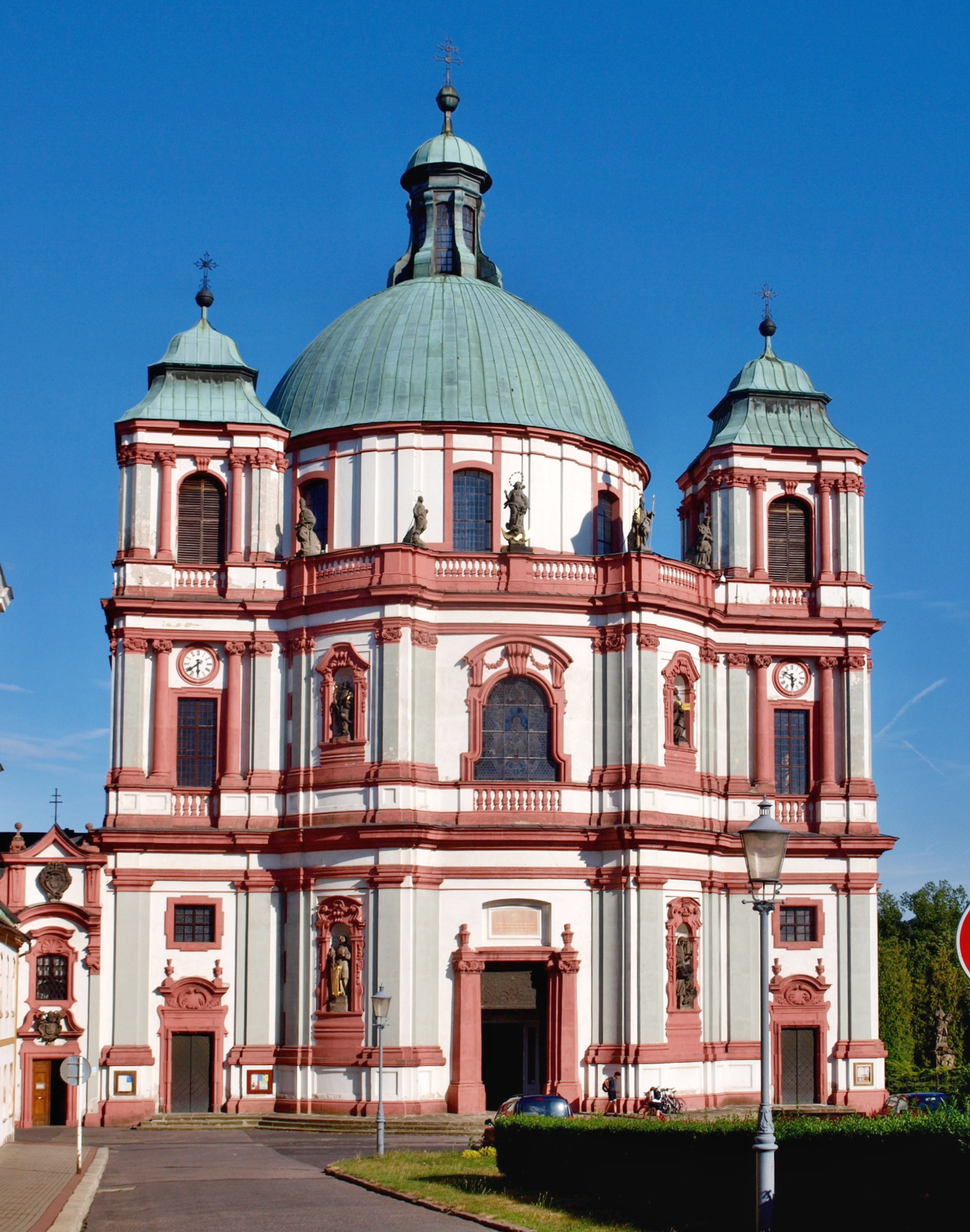
Bazilika svatého Vavřince a svaté Zdislavy v Jablonném v Podještědí, dokončena k roku 1711.

Barokní architektura tvoří velice významnou fázi vývoje architektury na území dnešní České republiky. V českých zemích se barokní sloh projevoval přibližně od 1. poloviny 17. do 3. čtvrtiny 18. století, přičemž největšího rozmachu dosáhl na počátku 18. století.
Barokní sloh značně ovlivnil podobu české krajiny. Barokní památky představují nejpočetnější a nejsouvislejší dochovanou vrstvu českého památkového fondu. Česká barokní architektura se díky své obsáhlosti a výjimečnosti stala samostatným uměleckohistorickým pojmem a je považována za nedílnou součást evropského kulturního bohatství. V období vrcholného baroka v první třetině 18. století dokonce české země stanuly v čele evropských uměleckých výbojů, kdy zde byl v osobách Jana Blažeje Santiniho-Aichela, Kryštofa Dientzenhofera a Kilián Ignáce Dientzenhofera mistrně dovršen tzv. dynamický či radikální barok Francesca Borrominiho a Guarina Guariniho.
V českých zemích byla podoba baroka značně určena vítězstvím katolické strany po neúspěšném, převážně protestantském, českém stavovském povstání a v sakrální architektuře tak zůstalo snad výhradně spojeno s katolickou církví, která byla v letech 1627/28–1781 jedinou povolenou křesťanskou denominací v Čechách a na Moravě.
Vedle několika původem českých barokních architektů jich mnoho pocházelo z ciziny či bylo potomky v českých zemích usazených cizinců. Velká část z nich byla italského původu, někteří však pocházeli i z Bavorska, Rakouska nebo Francie.

## Počátky baroka

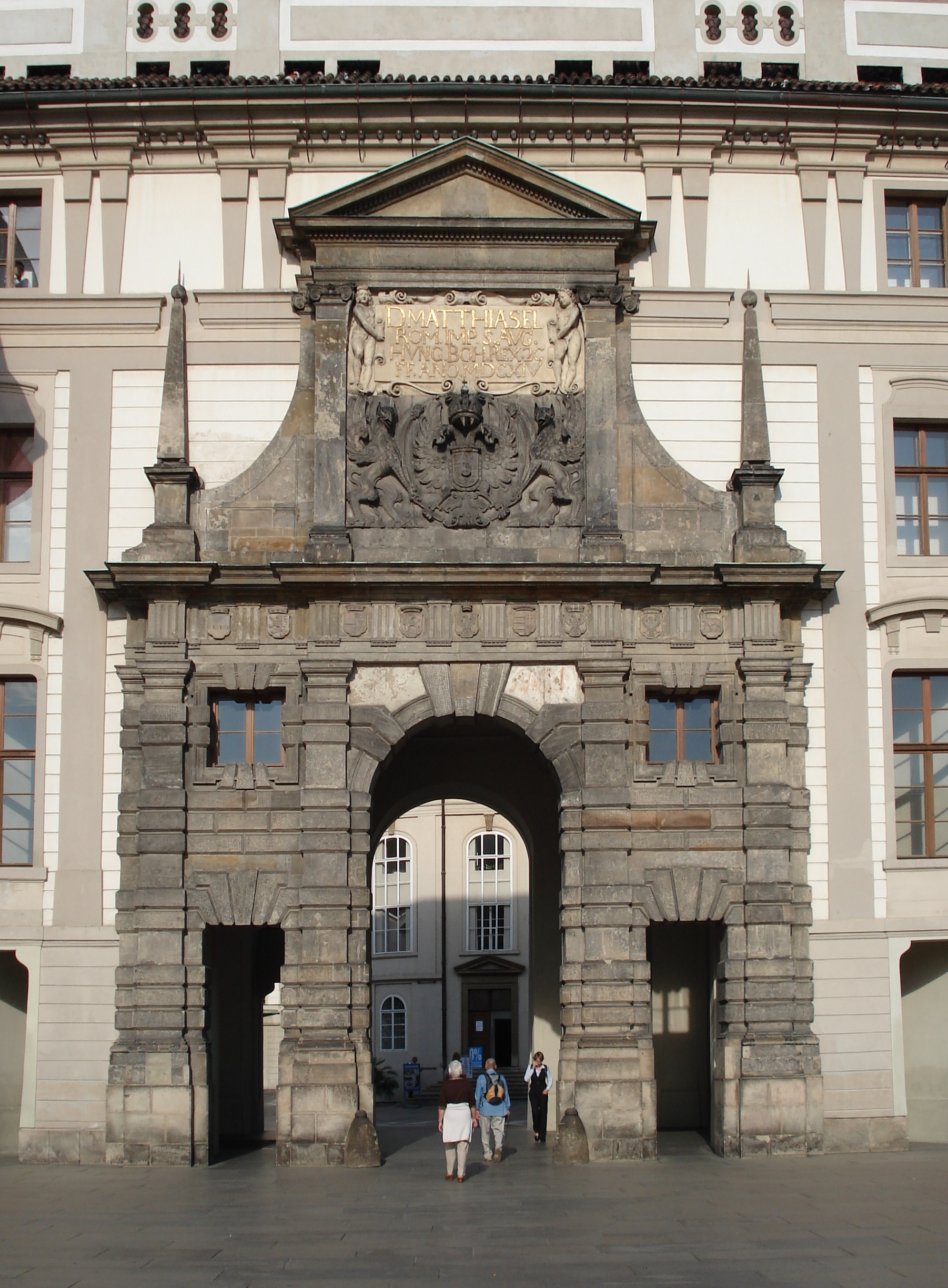
Matyášova brána Pražského hradu (před 1614) některými považovaná za první barokní stavbu v Praze.

Praha se stala za vlády Rudolfa II. (1576–1611) jedním z center zaalpského manýrismu, pozdní formy renesančního stylu, která již předznamenává baroko. Na konci jeho vlády a za vlády jeho bratra Matyáše (1611–1619) pak v Praze vzniklo několik staveb, které bývají považovány za první stavby v Čechách, na kterých je patrný vliv baroka, jelikož jsou na nich patrné příznaky rozpadu klasické renesanční formy. Hranice mezi manýrismem a barokem však není jasně zřejmá, a proto je těžké stavby v tomto přechodném období jasně zařadit do jednoho z těchto slohů.
Za první stavbu v Praze, která předznamenává baroko, je považována Vlašská kaple Nanebevzetí Panny Marie v dnešní Karlově ulici na okraji areálu Klementina. Byla postavena v letech 1590–1597 pro Italy (Vlachy) usazené v Praze a byla navržena italským architektem O. Mascarinem. Její eliptický půdorys ohlašuje ústup od racionálnějšího, klasicizujícího renesančního umění k dynamičtějšímu umění baroknímu.
Za první barokní stavbu v Praze a jednu z prvních v Čechách je tradičně považována Matyášova brána Pražského hradu postavená před rokem 1614, jejíž autorství je připisováno italskému rudolfínskému architektovi Giovanni Maria Filippimu.

## Rané baroko

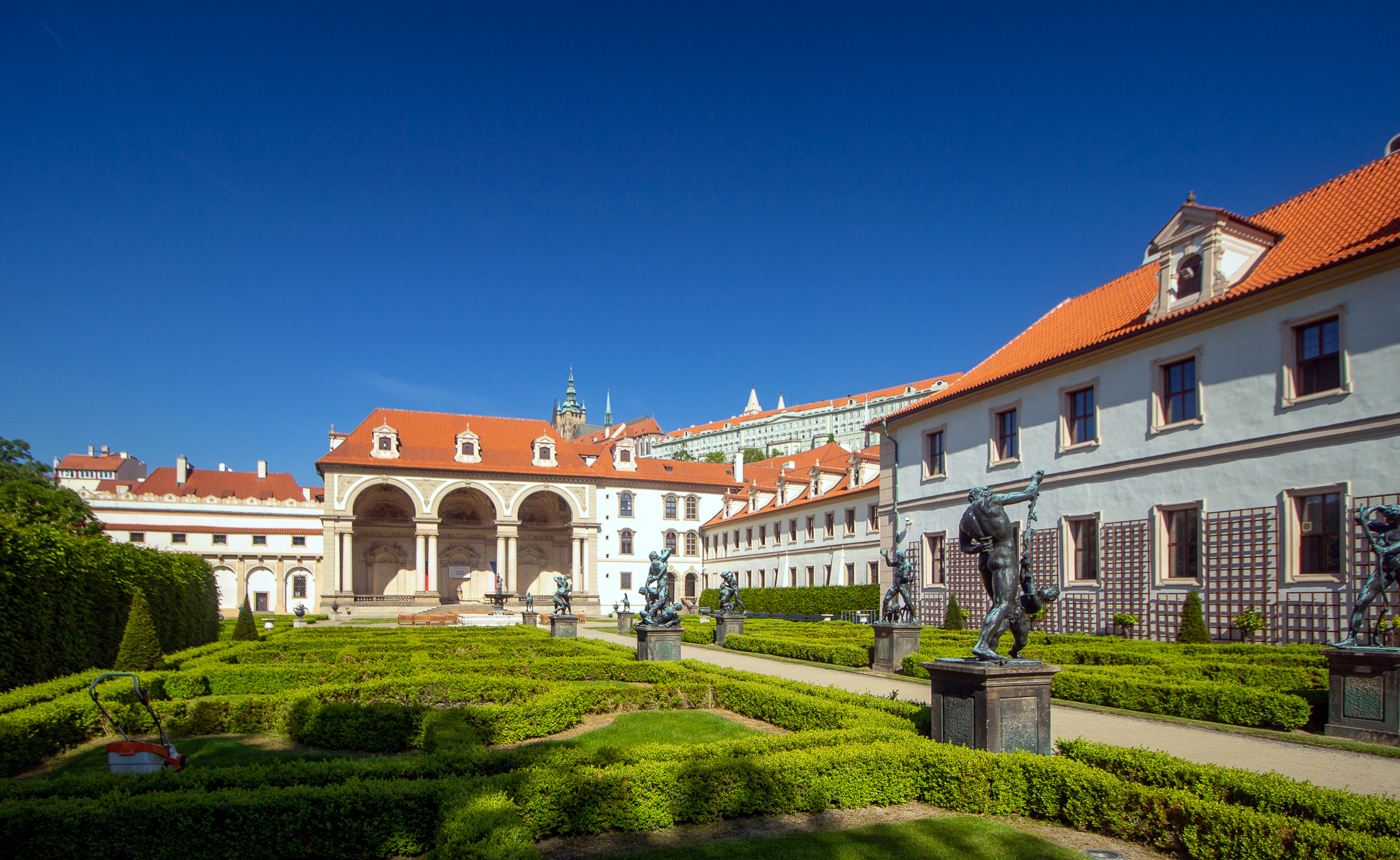
Valdštejnský palác v Praze, jeden z prvních barokních paláců ve střední Evropě.

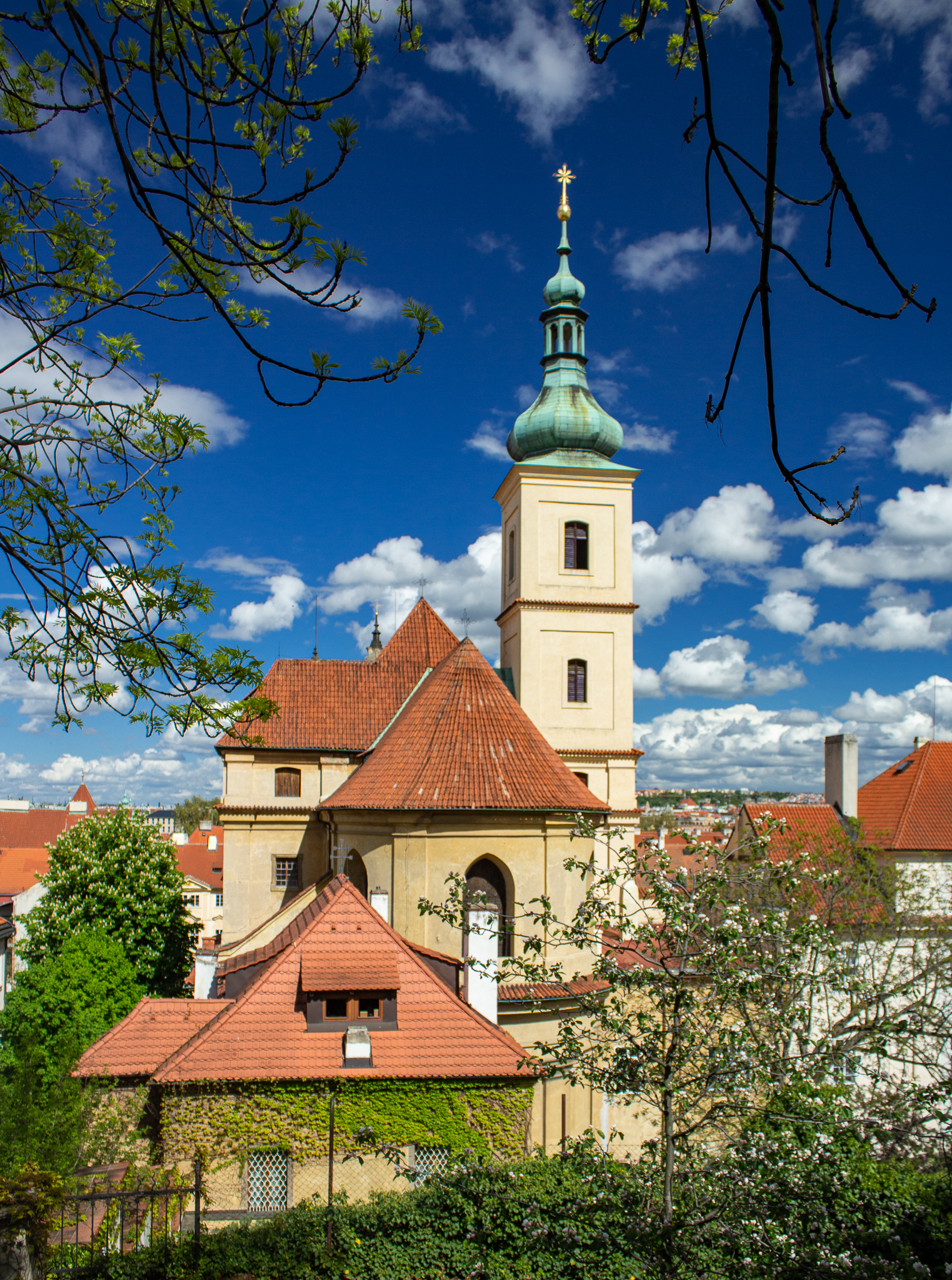
Kostel Panny Marie Vítězné a svatého Antonína Paduánského pod Petřínem, nejstarší barokní kostel v Praze

Čisté baroko se v českých zemích začalo projevovat až v době pobělohorské, kdy bylo podporováno zejména konfiskacemi obohacenou katolickou šlechtou. Přesto je v této rané pobělohorské architektuře nadále patrný vliv manýrismu. Většina významných staveb raného českého baroka byla dílem cizinců, především Italů.
Významnou památkou světského raného baroka je Valdštejnský palác v Praze považovaný za nejstarší barokní palác ve střední Evropě. Postavili ho v letech 1621–1630 italští architekti Giovanni Pieroni a Andrea Spezza. Jeho stavebník, vévoda Albrecht z Valdštejna, trval nejen na nejvyšší, ale i na nejnovější úrovni svého sídla. Architektura Valdštejnského paláce byla přímým importem z Florencie a jeho uspořádání bylo inspirováno soudobou římskou architekturou.
V monumentalitě měl být Valdštejnův palác překonán jiným malostranským palácem – palácem Michny z Vacínova. Bohužel byla jeho stavba kolem roku 1650 zastavena kvůli nedostatku finančních prostředků. Autorství projektu je připisováno Francescu Carattimu.
Za nejstarší barokní kostel v Praze je považován chrám Panny Marie Vítězné na Malé Straně. Byl postaven v letech 1611–1613 jako pozdně renesanční luteránský kostel. Po bitvě na Bílé hoře byl předán bosým karmelitánům, kteří do roku 1644 uskutečnili jeho raně barokní přestavbu.
Důležitým raně barokním architektem byl Carlo Lurago, pocházel z Itálie a pracoval především pro Tovaryšstvo Ježíšovo. Začal s barokní přestavbou pražského Klementina, přestavěl tamější renesanční kostel nejsvětějšího Salvátora. Dále postavil pro jezuity na Novém Městě pražském kostel sv. Ignáce. Podílel se na barokní výstavbě poutního areálu na Svaté Hoře u Příbrami i na stavbě dalších českých kostelů. V letech 1666–1668 vystavěl pro Humprechta Černína z Chudenic zámeček Humprecht.
Na Moravě byl umělecký vývoj urychlován geografickou blízkostí k novému císařskému rezidenčnímu městu Vídni a značně podporován tamními magnátskými rodinami Lichtenštejnů a Ditrichštejnů. V jejich službách působila nejvýznamnější osobnost moravského raného baroku 1. poloviny 17. století – Giovanni Giacomo Tencalla, který postavil zámek v Mikulově a kostel Nanebevzetí Panny Marie v tehdy dolnorakouských Valticích. Jiní italští architekti Filiberto Lucchese a Giovanni Pietro Tencalla přestavěli ve 2. polovině 17. století Arcibiskupský zámek v Kroměříži do jeho dnešní raně barokní podoby, díky níž byl zapsán na seznam UNESCO.
Mezi dalšími architekty vynikal Francouz Jean-Baptiste Mathey působící převážně v Praze a okolí. Podle jeho návrhu byl postaven např. křižovnický kostel sv. Františka z Asissi u Karlova mostu, Toskánský palác na Hradčanech, Jízdárna Pražského hradu nebo Trojský zámek postavený za hranicemi tehdejší Prahy pro hraběte ze Šternberku. Mathey také přestavěl Arcibiskupský palác v Praze. Jeho dílo ohlašující nástup vrcholného baroka uzavírá éru raného baroka v Čechách.

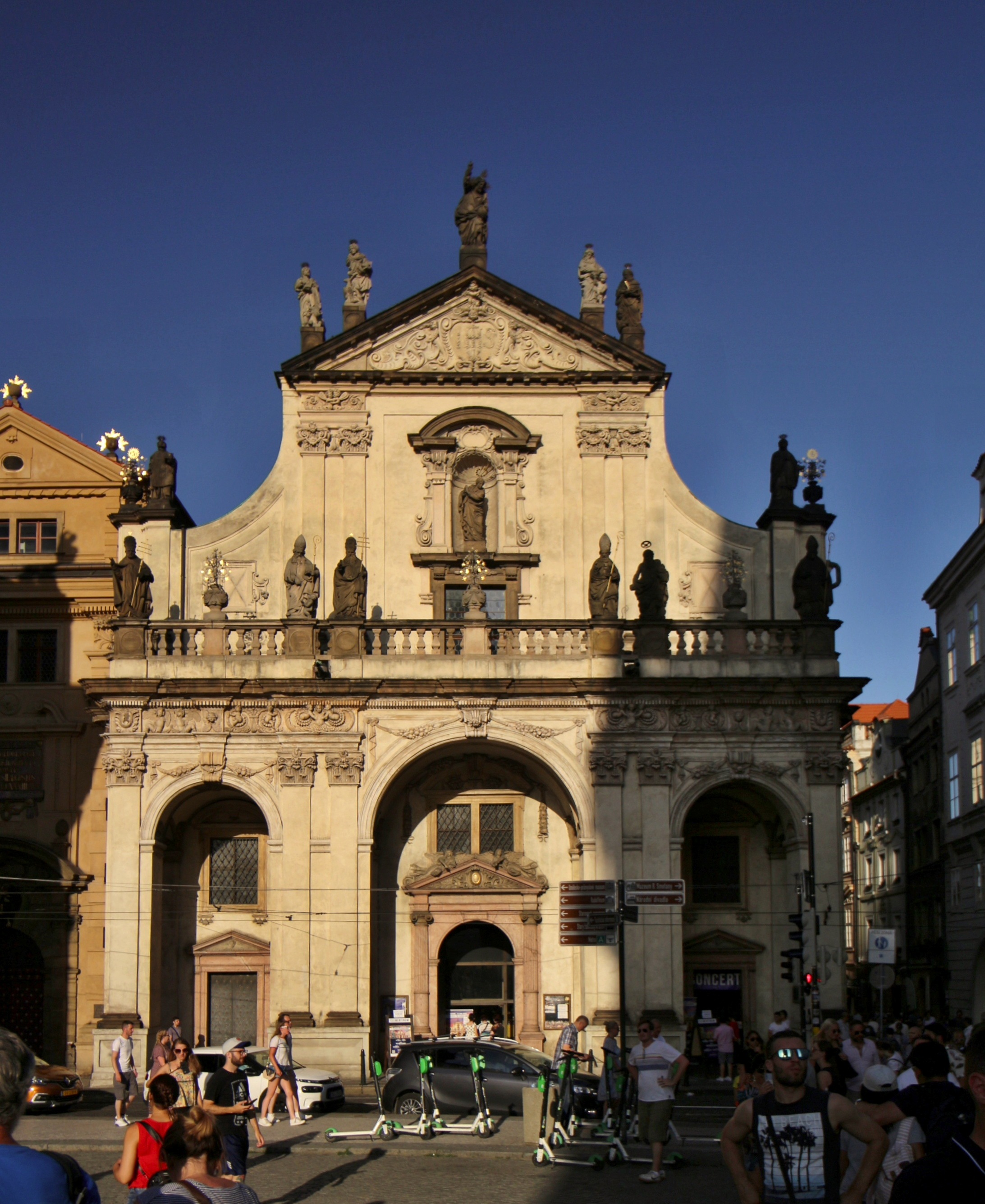
Průčelí kostela nejsvětějšího Salvátora od Carla Luraga, 50. a 60. léta 17. století.
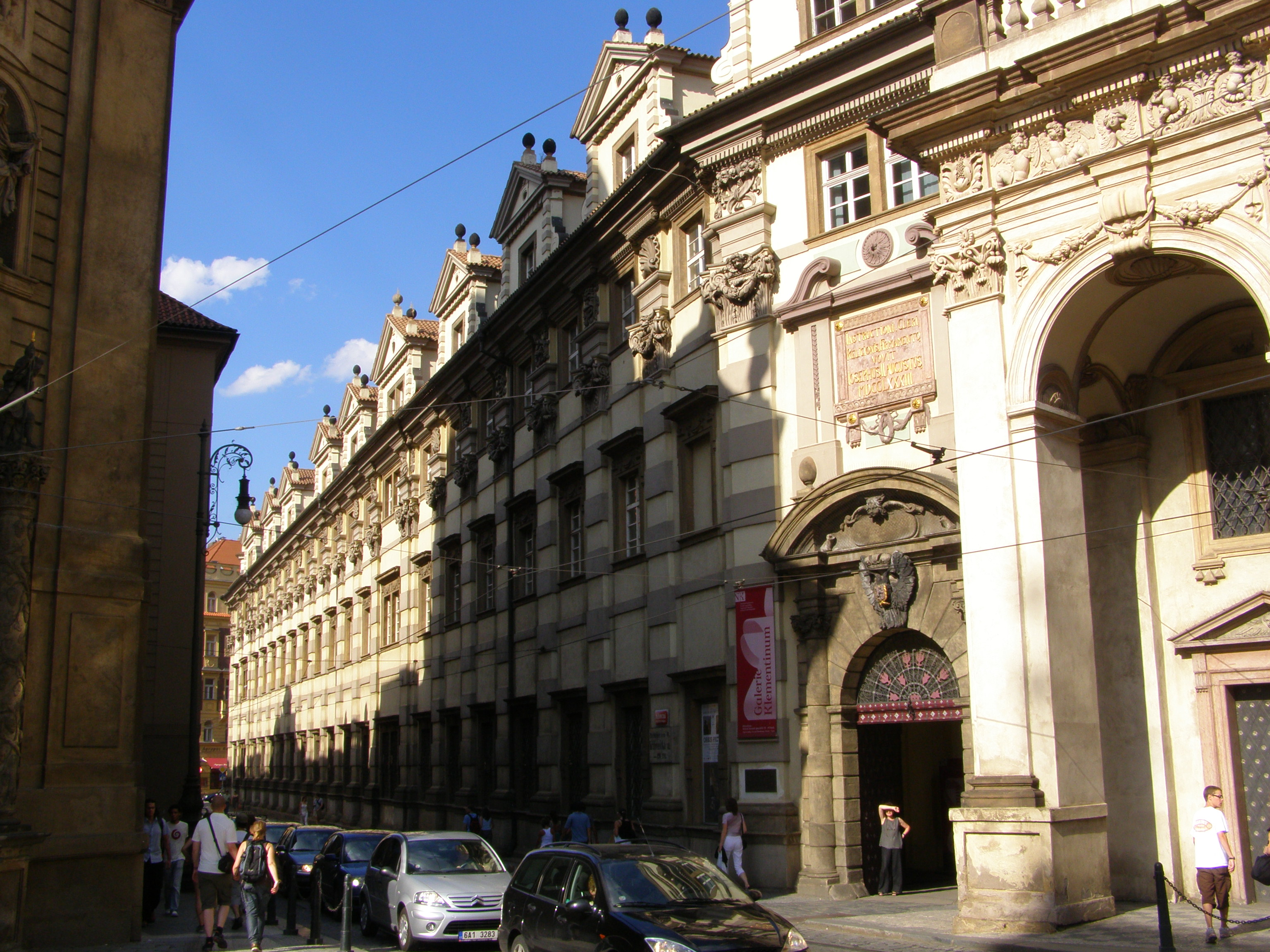
Fasáda západního křídla pražského Klementina od Carla Luraga, 50. a 60. léta 17. století.
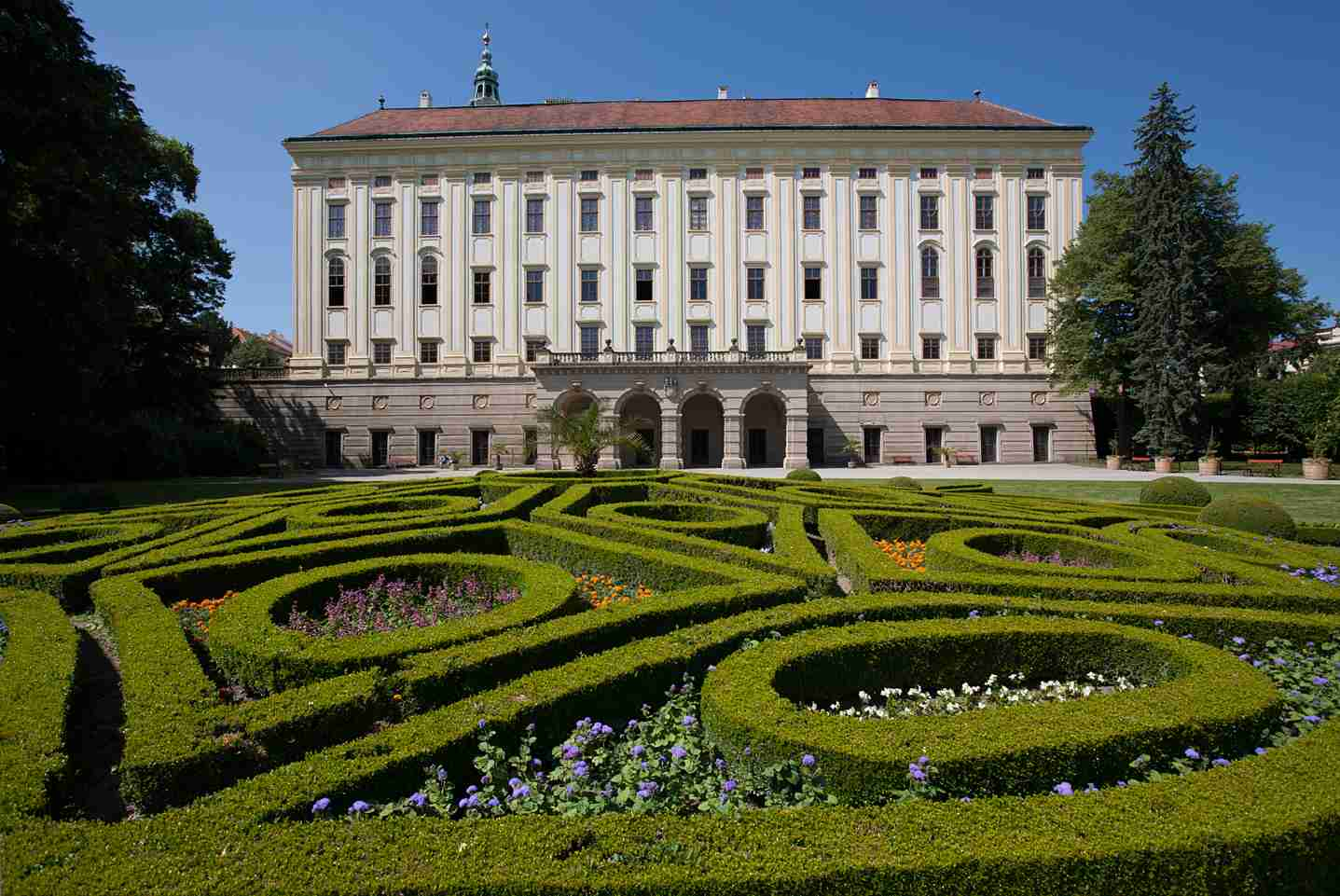
Arcibiskupský palác v Kroměříži od Filiberta Luccheseho.
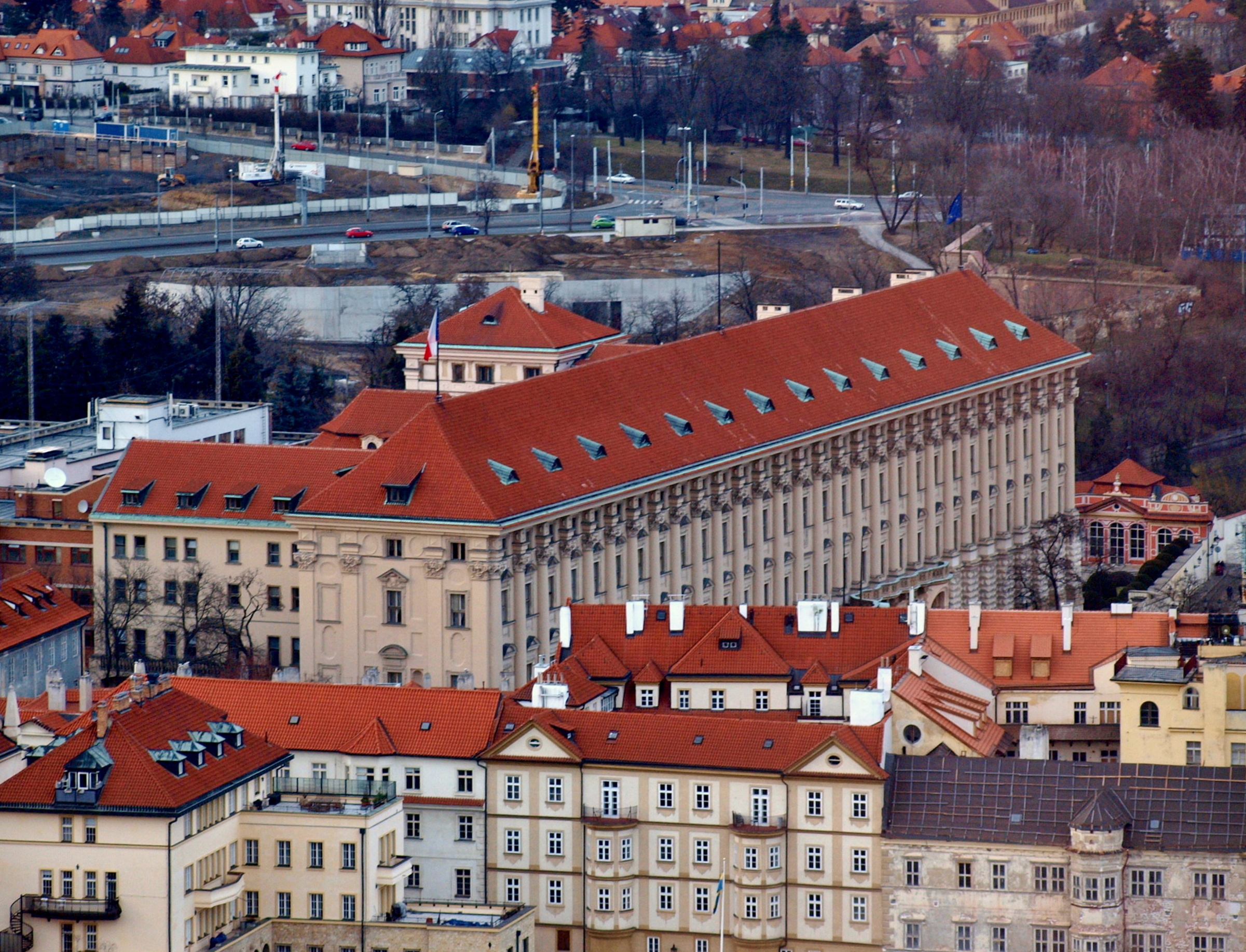
Černínský palác v Praze od Francesca Carattiho, 2. polovina 17. století.
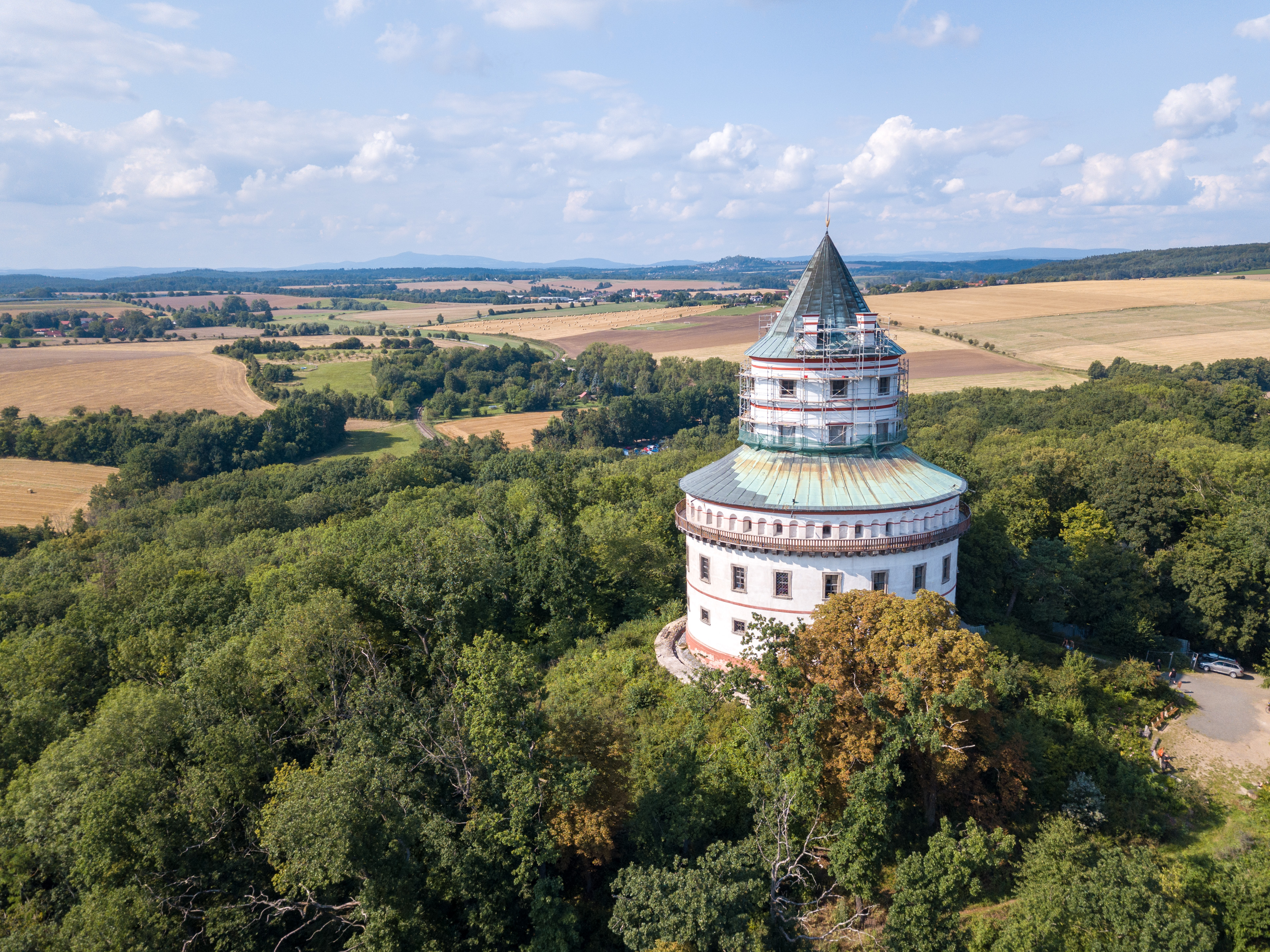
Zámek Humprecht od Carla Luraga, 1666–1668
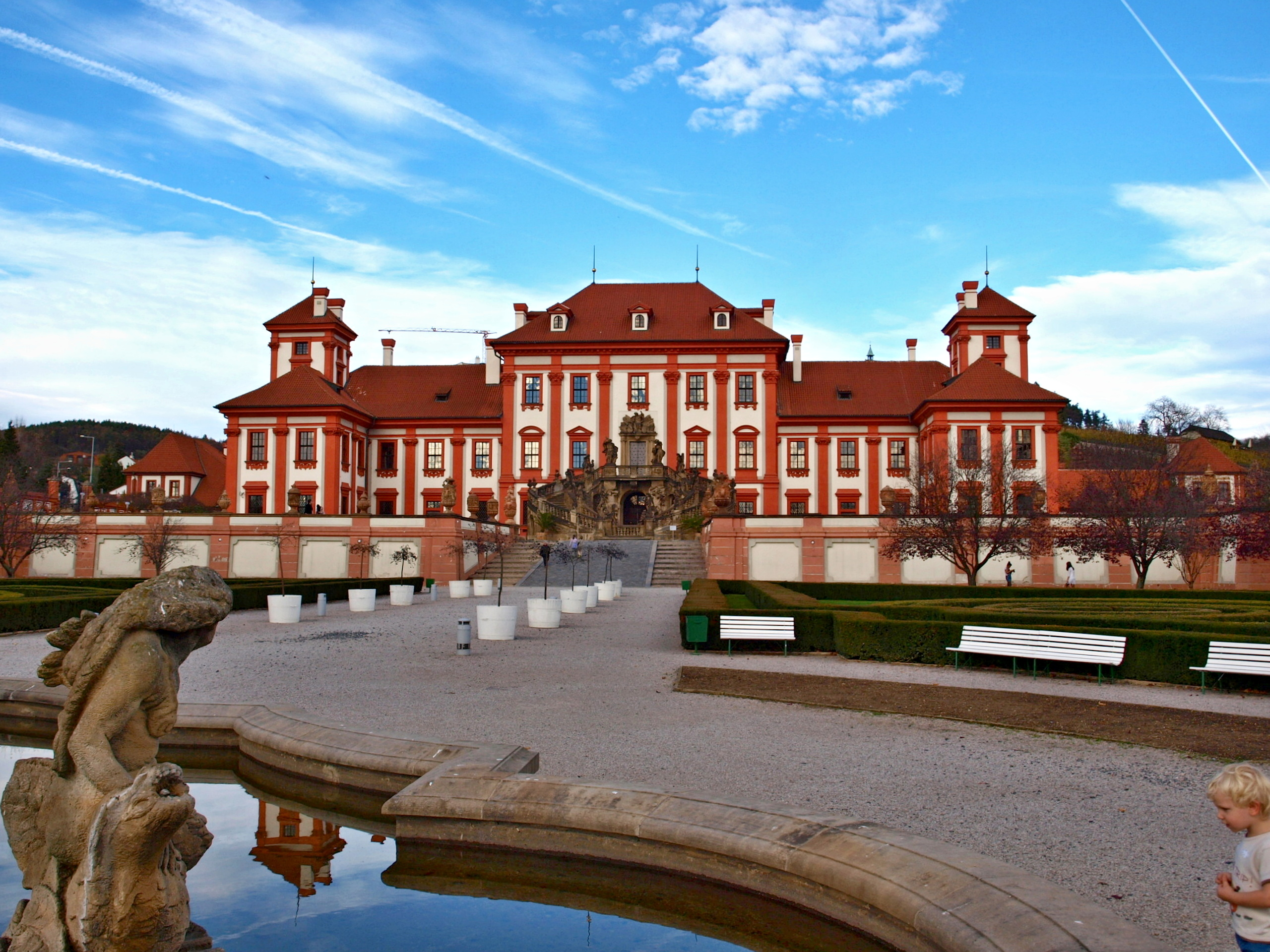
Trojský zámek od J. B. Matheye, 1679–1685.
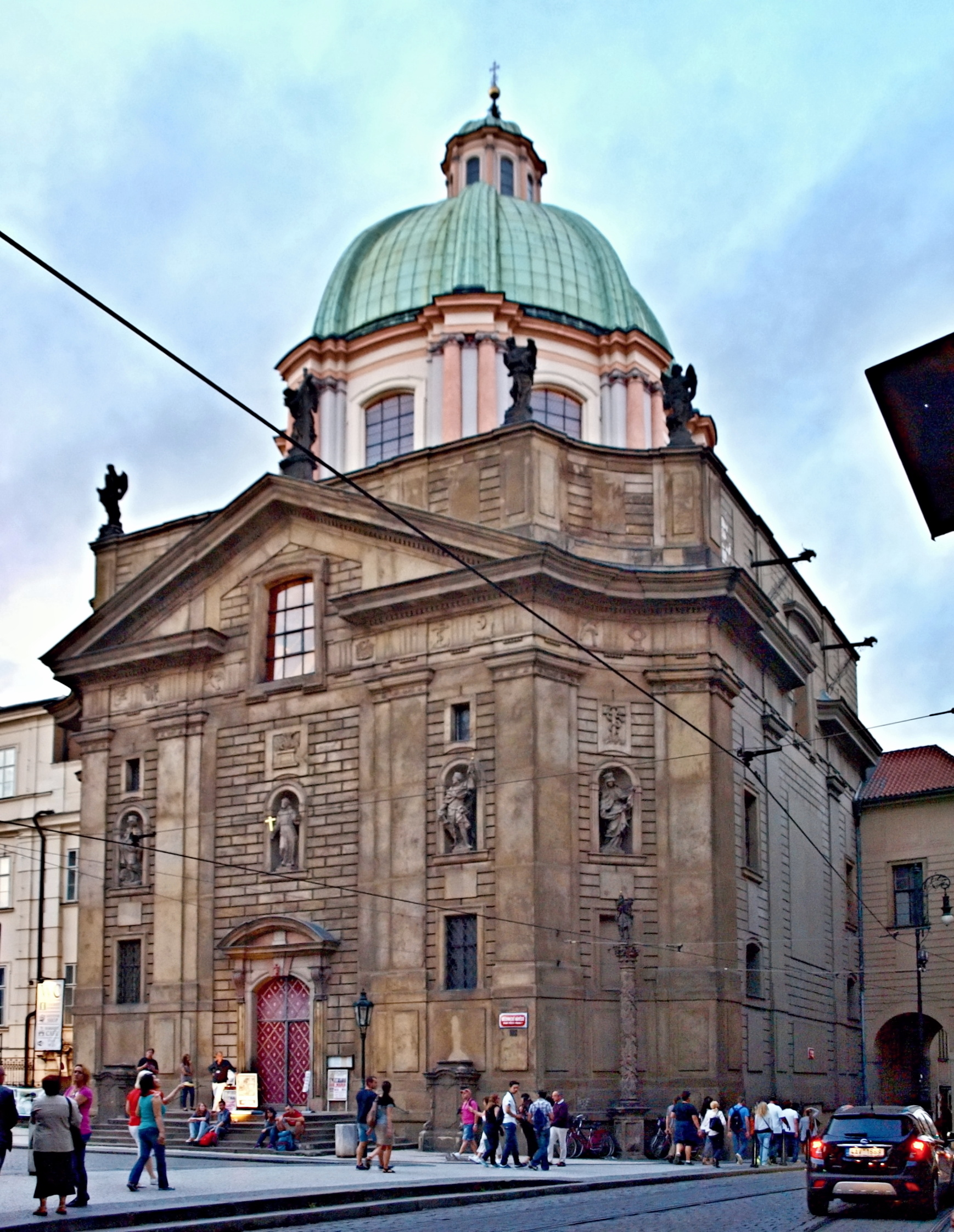
Kostel svatého Františka z Asissi od J. B. Mathey, 1679–1688.
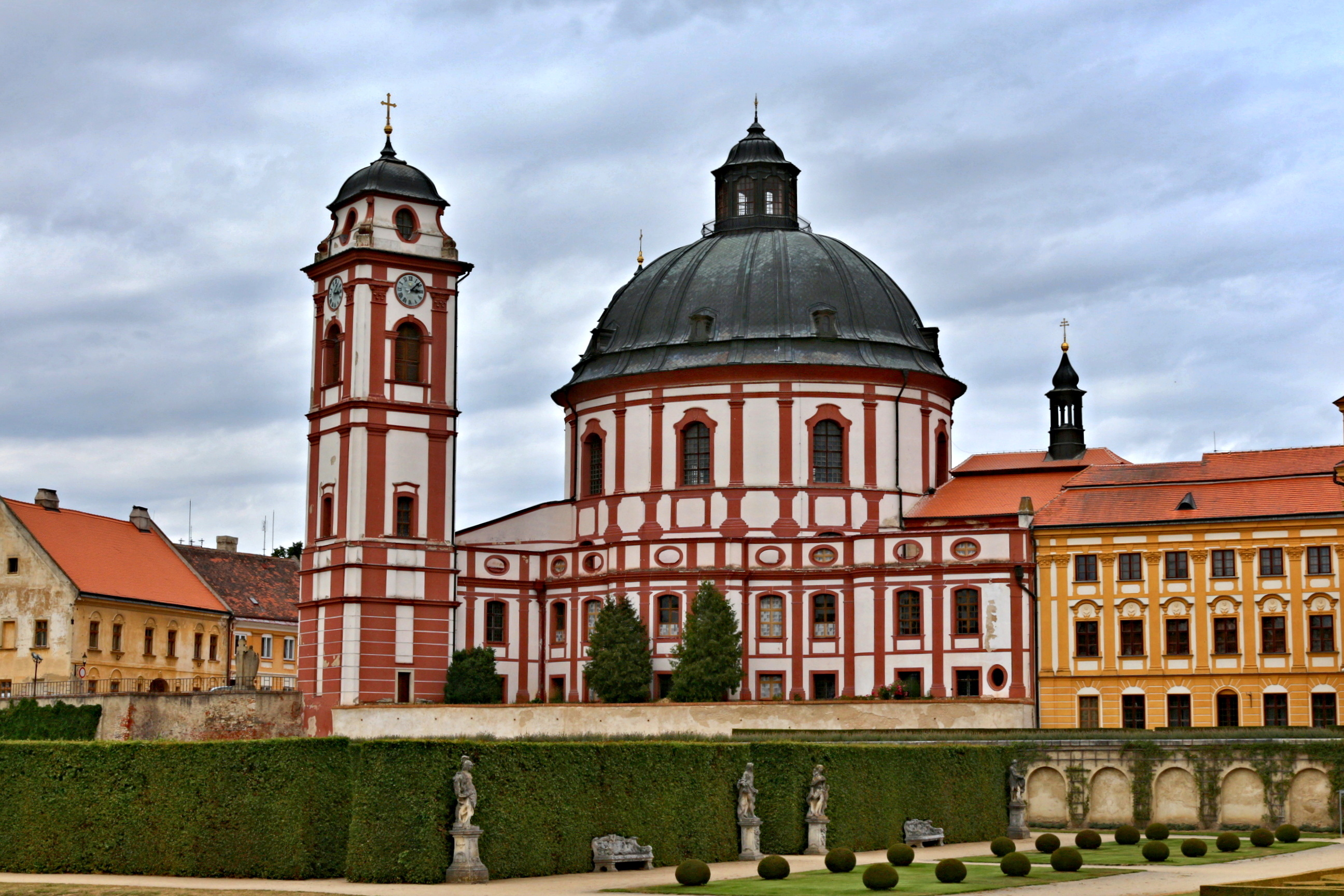
Kostel sv. Markéty, Jaroměřice nad Rokytnou, 2. polovina 17. století.
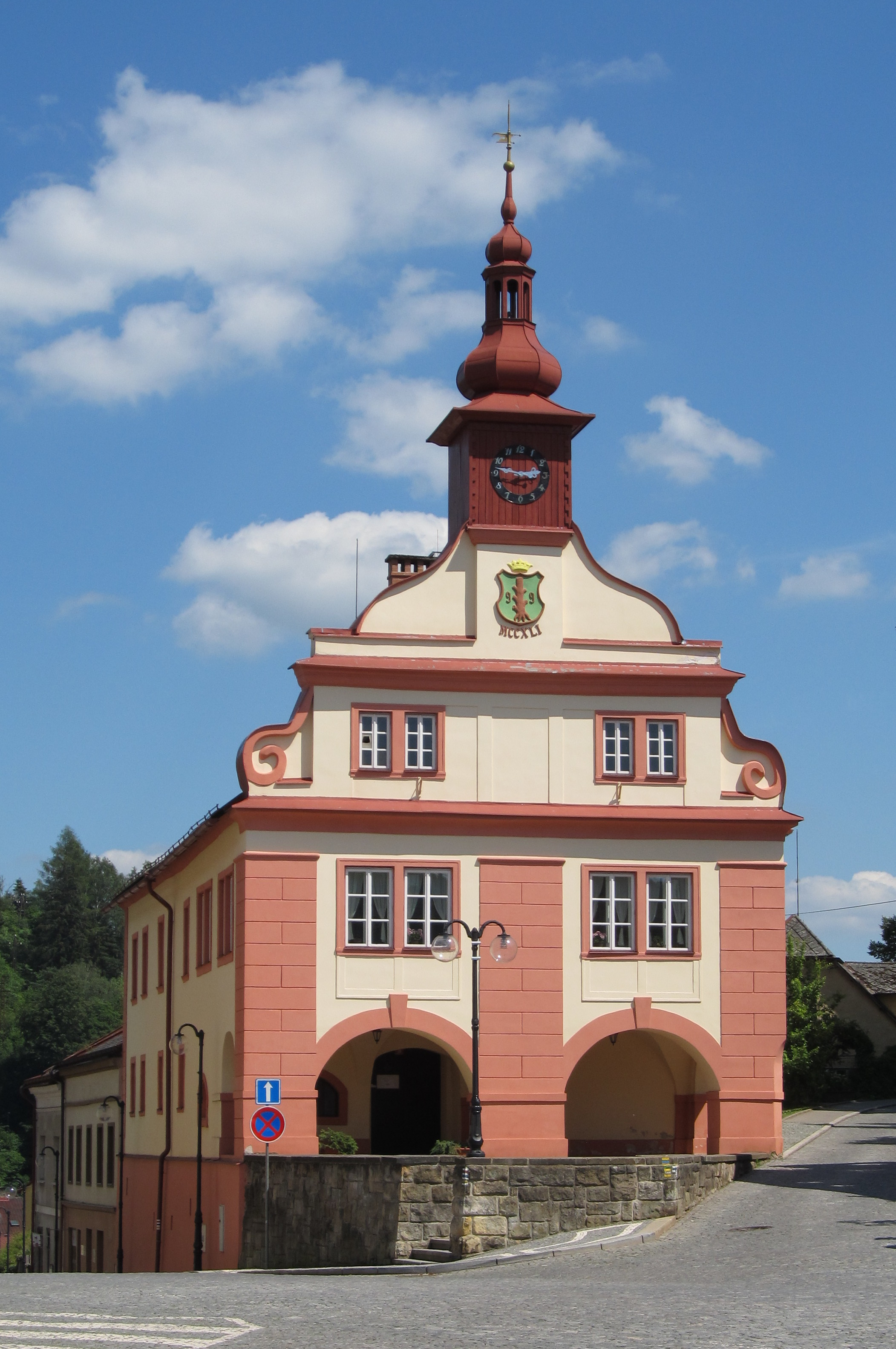
Městské muzeum a galerie, dříve městská radnice, Úpice, 1678

## Vrcholné baroko

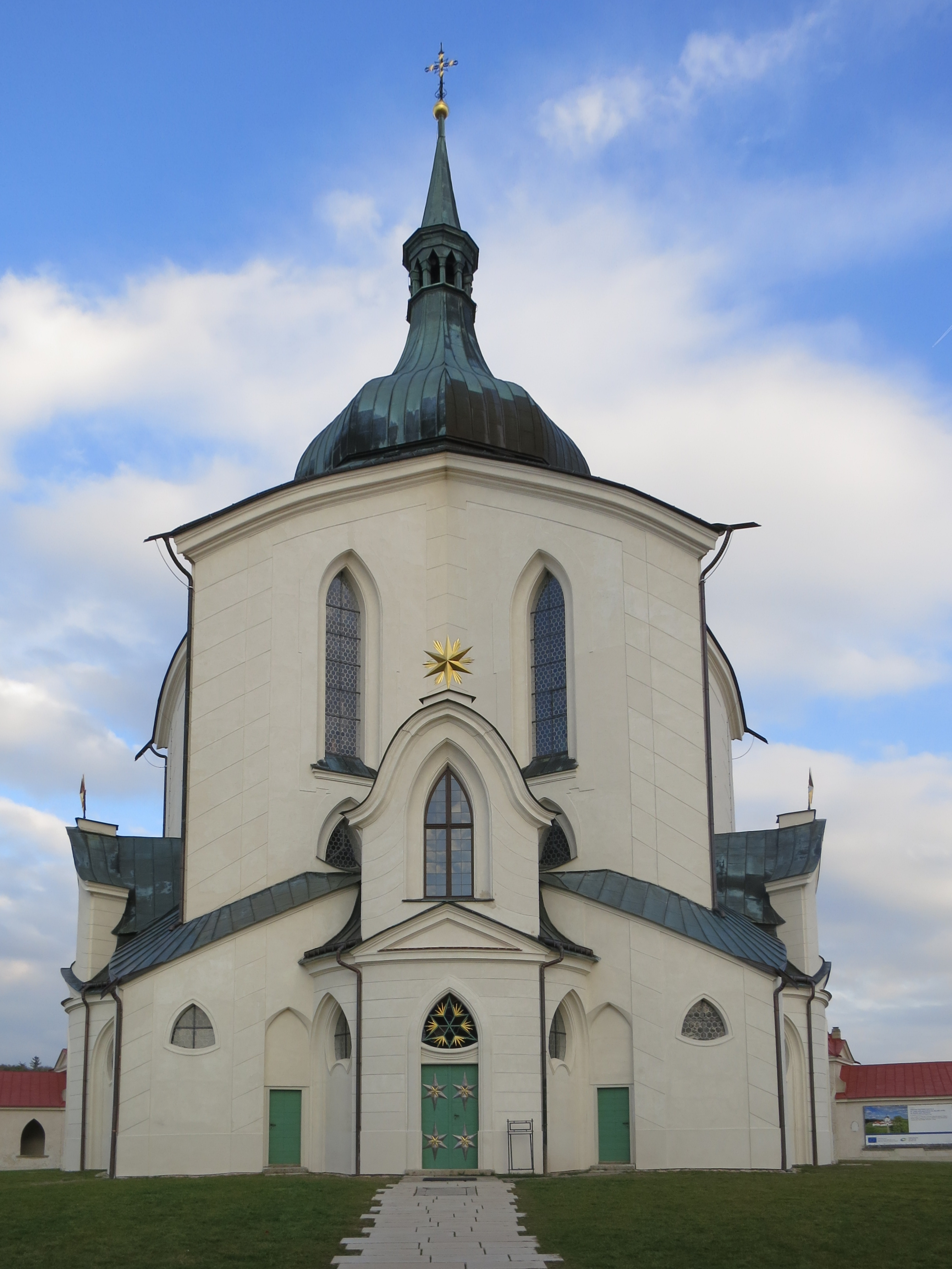
Poutní kostel sv. Jana Nepomuckého na Zelené hoře postavený ve stylu barokní gotiky

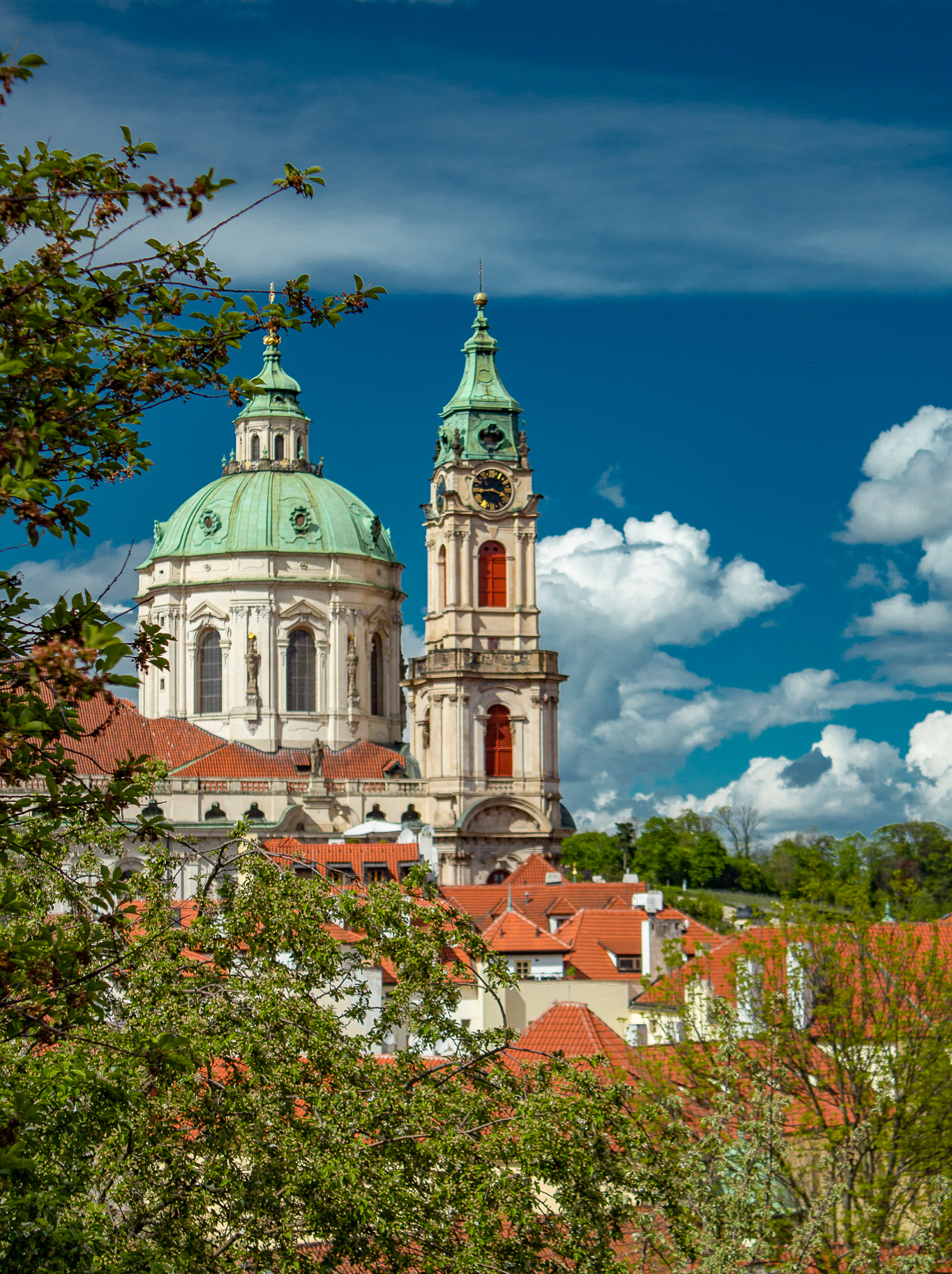
Kostel sv. Mikuláše na Malé Straně, typický příklad radikálního baroka.

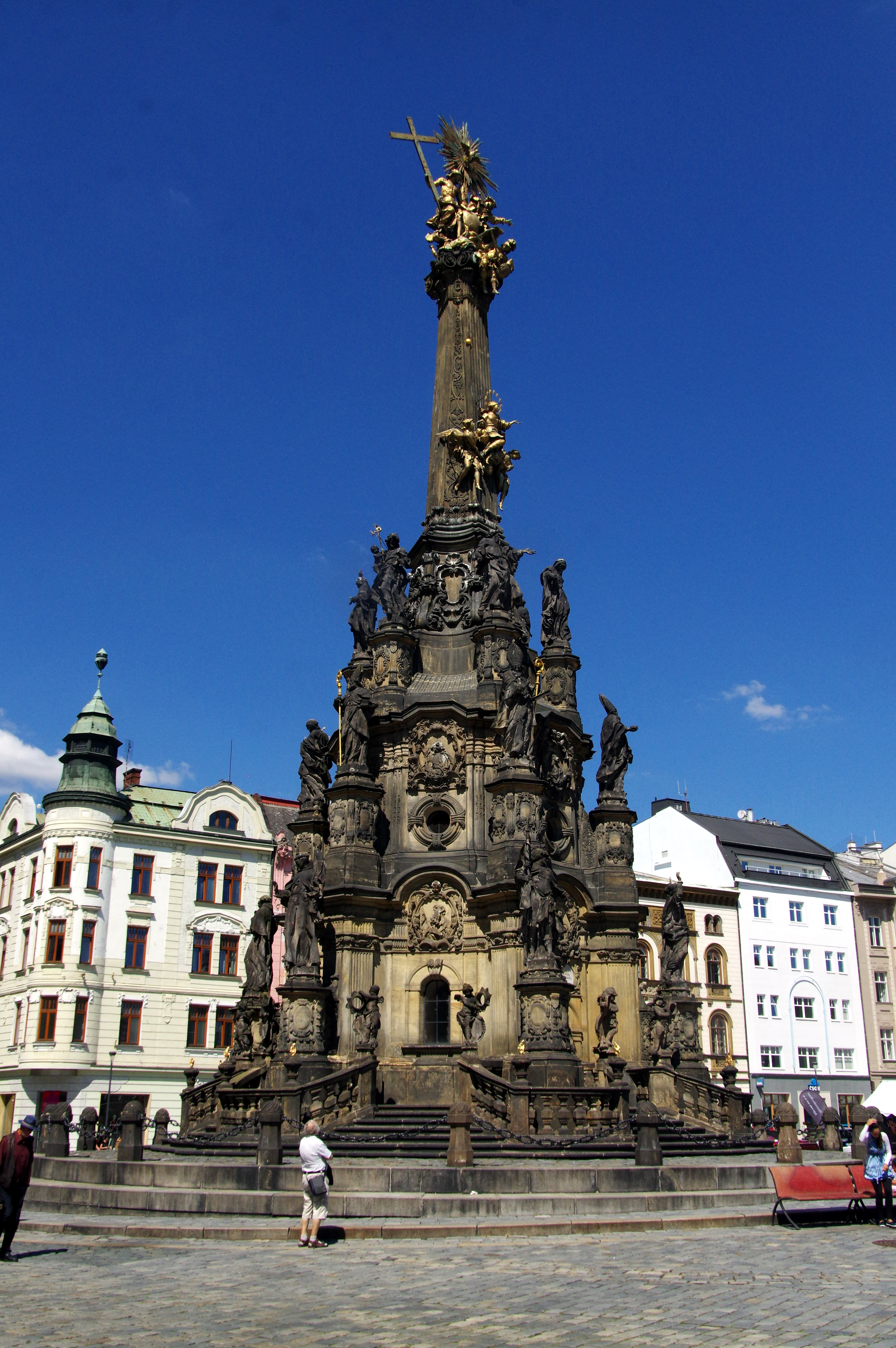
Sloup Nejsvětější Trojice (Olomouc)

Období vrcholného baroka bývá v českých zemích řazeno do 1. poloviny 18. století. V tomto období už zde působili převážně architekti v českých zemích usedlí či zdomácnělí. Pozoruhodnou a jedinečnou odnož českého vrcholného baroka představuje tzv. barokní gotika (či gotizující baroko), která spojuje barokní architekturu s gotickými prvky, či naopak některé původně gotické stavby doplňuje o barokní detaily (kostel Nanebevzetí Panny Marie, svatého Wolfganga a svatého Benedikta kladrubského kláštera, střecha svatovítské katedrály, kostel Jména Panny Marie ve Křtinách ad.). Jejím tvůrcem a nejvýraznějším představitelem byl Jan Blažej Santini-Aichel, jehož dvě barokně-gotické stavby jsou zapsány na seznamu světového kulturního dědictví UNESCO – poutní kostel sv. Jana Nepomuckého na Zelené hoře a kostel Nanebevzetí Panny Marie a svatého Jana Křtitele v Sedlci u Kutné Hory.
V době vrcholného baroka v českých zemích vznikly dvě památky zapsané na seznam UNESCO, morový sloup Nejsvětější Trojice v Olomouci z let 1714–1754 a poutní kostel sv. Jana Nepomuckého na Zelené hoře postavený v letech 1719–1722 v jedinečném stylu barokní gotiky českým architektem italského původu Janem Blažejem Santinim.
K nejvýznamnějším architektům českého baroka patří Kryštof Dientzenhofer a jeho syn Kilián Ignác. Jejich společným mistrovským dílem se stal především malostranský chrám sv. Mikuláše vybudovaný ve dvou etapách v letech 1702–1715 a 1737–1751. Jsou hlavními představiteli směru označovaného jako radikální či dynamické baroko, které se vyznačuje zvlněnými zdmi a půdorysy složenými z průniků oválů.
Dalšími významnými architekty českého vrcholného baroka byli např. Giovanni Battista Alliprandi nebo František Maxmilián Kaňka.
V českých zemích působil i významný vídeňský architekt Johann Bernhard Fischer z Erlachu. Navrhl barokní přestavbu moravského zámku Vranov nad Dyjí, kašnu Parnas v Brně nebo Clam-Gallasův palác v Praze vystavěný v letech 1714–18.

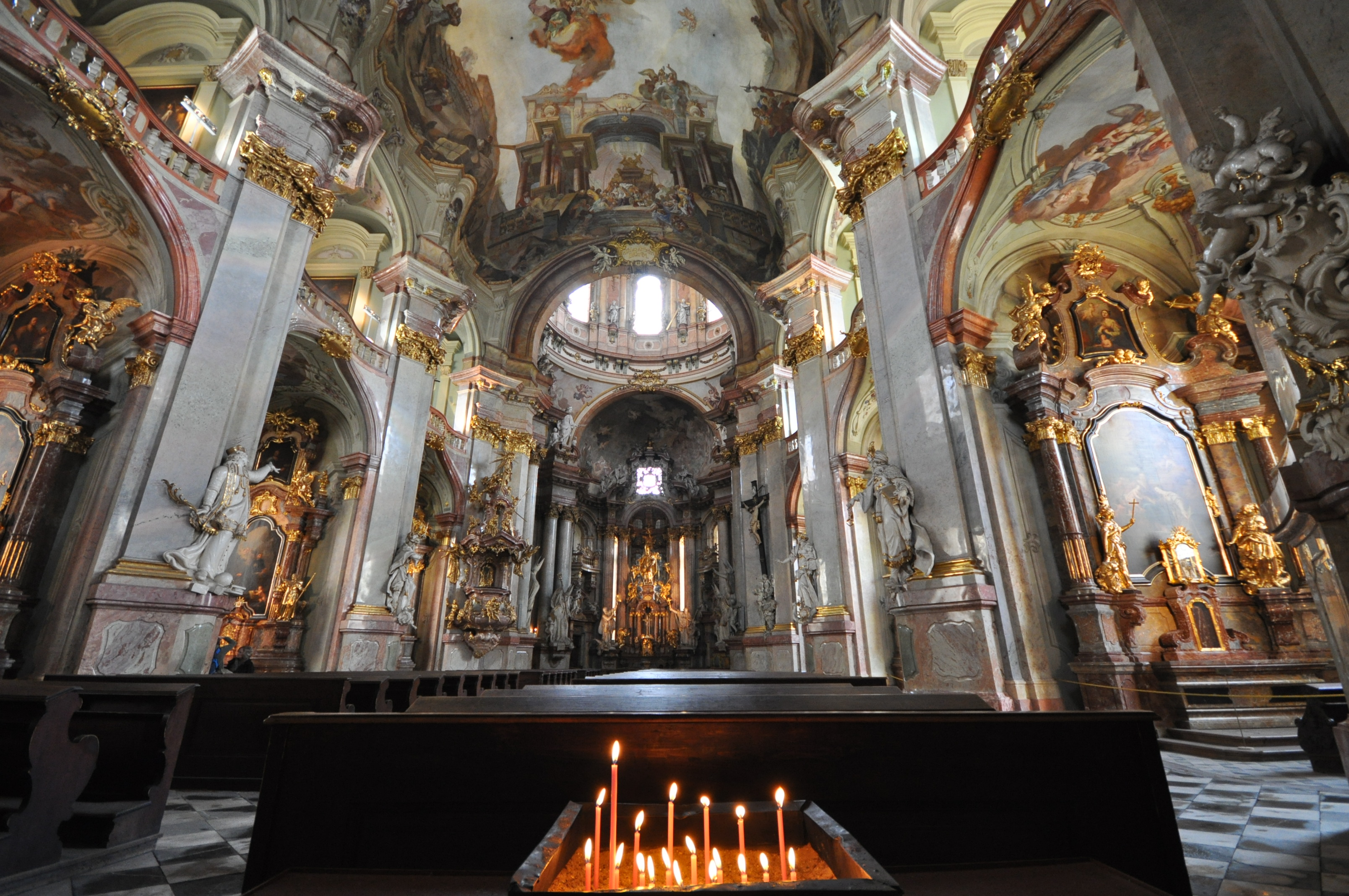
Interiér chrámu sv. Mikuláše na Malé Straně, druhá třetina 18. století.
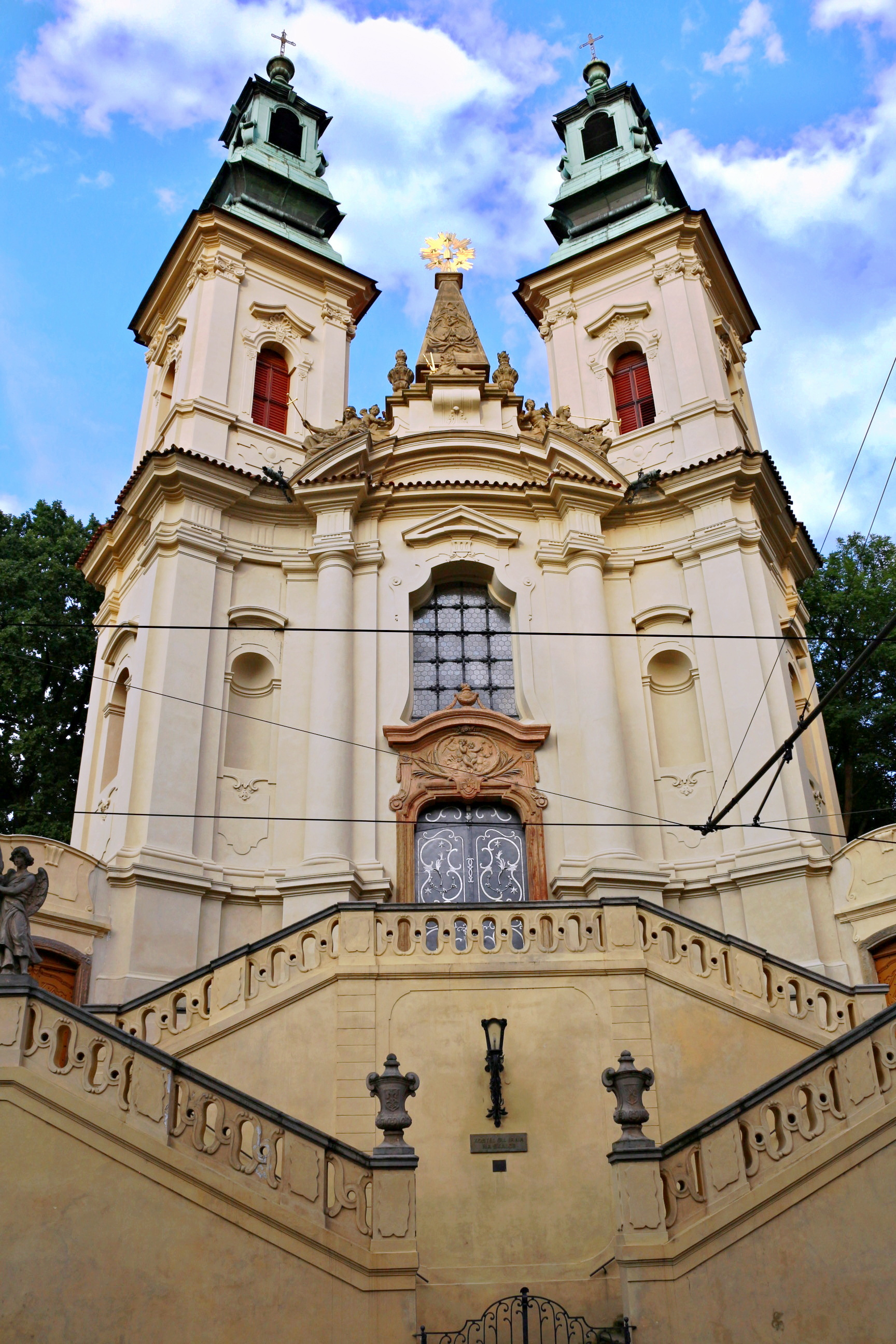
Kostel sv. Jana Nepomuckého na Skalce v Praze od K. I. Dientzenhofera, 30. léta 18. století.
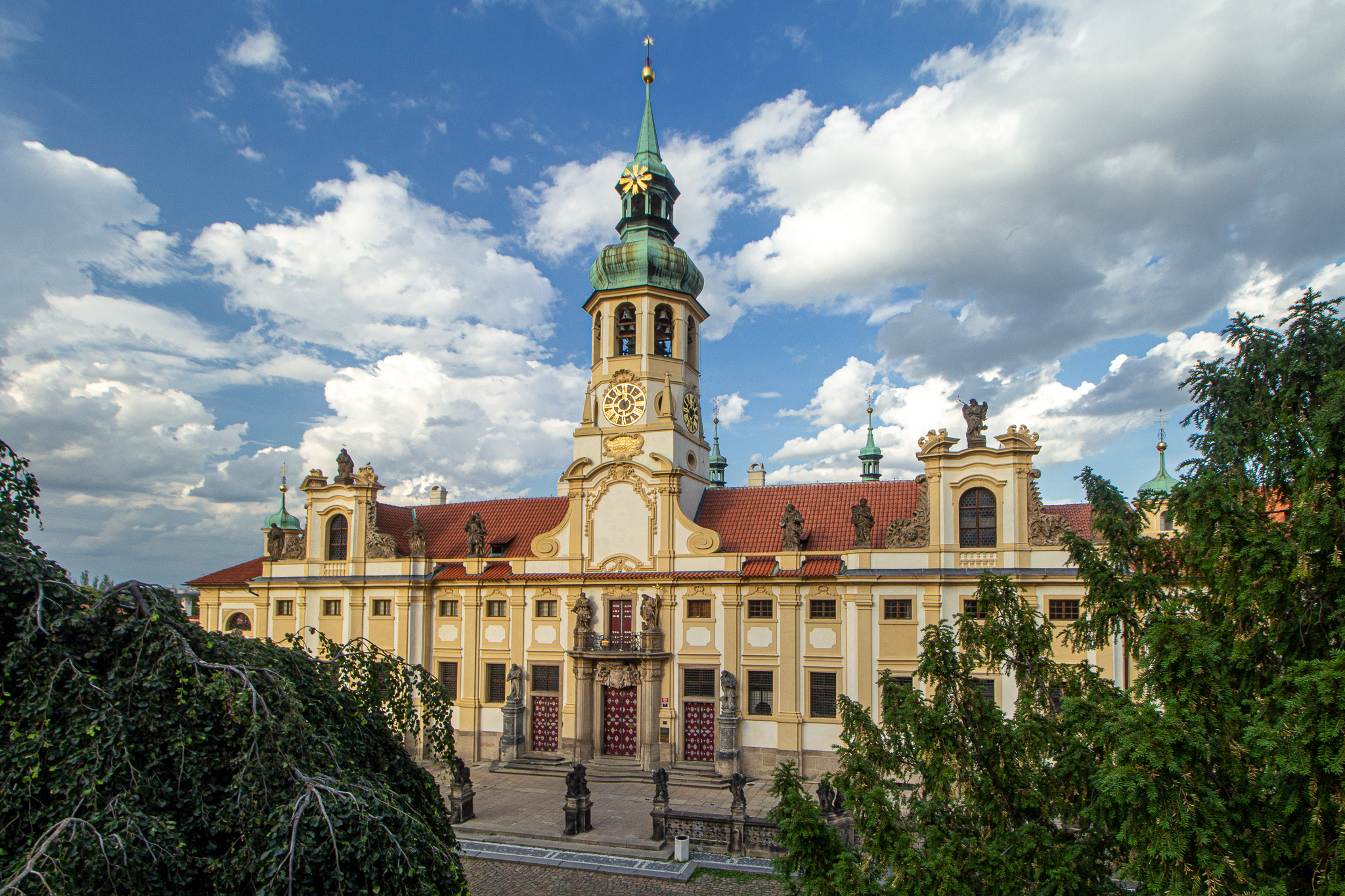
Průčelí pražské Lorety od Dientzenhoferů, 1666–1668
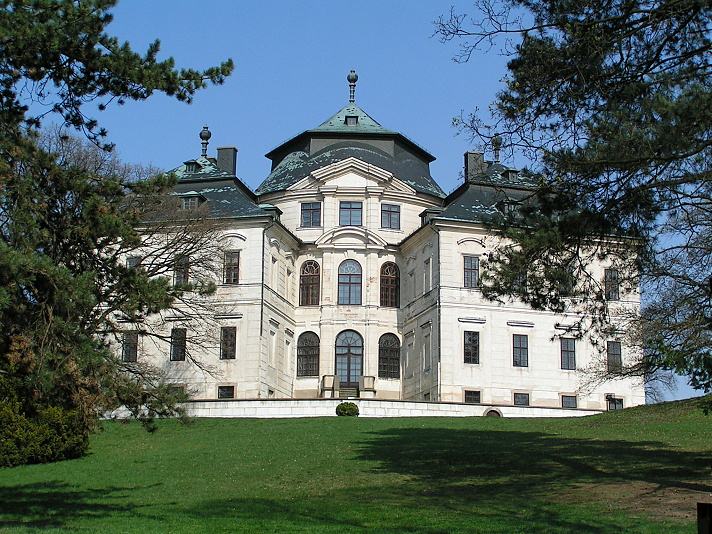
Zámek Karlova Koruna postavený J. B. Santinim a F. M. Kaňkou, 1721–1723.
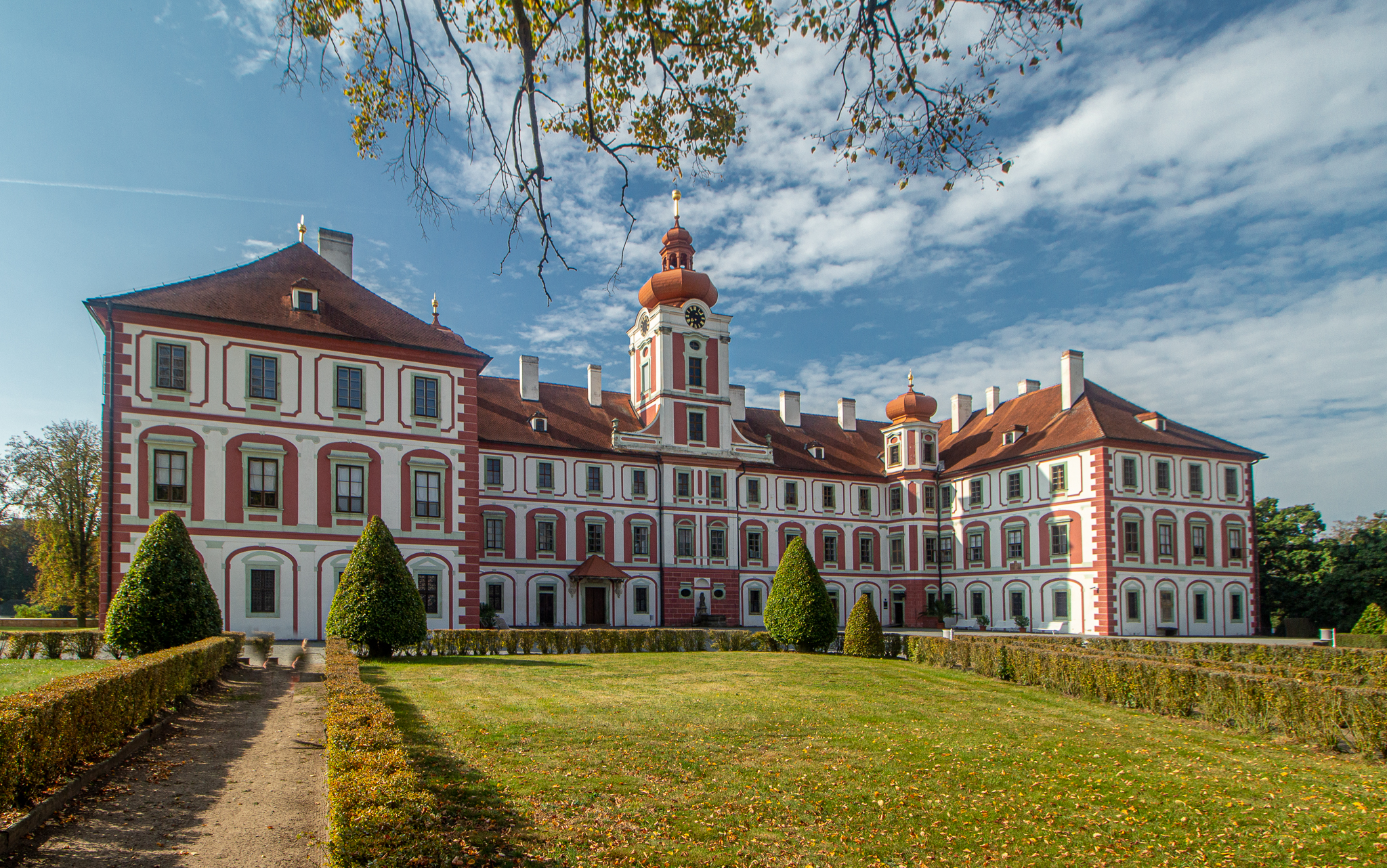
Zámek Mnichovo Hradiště od Marka Antonína Canevalleho.
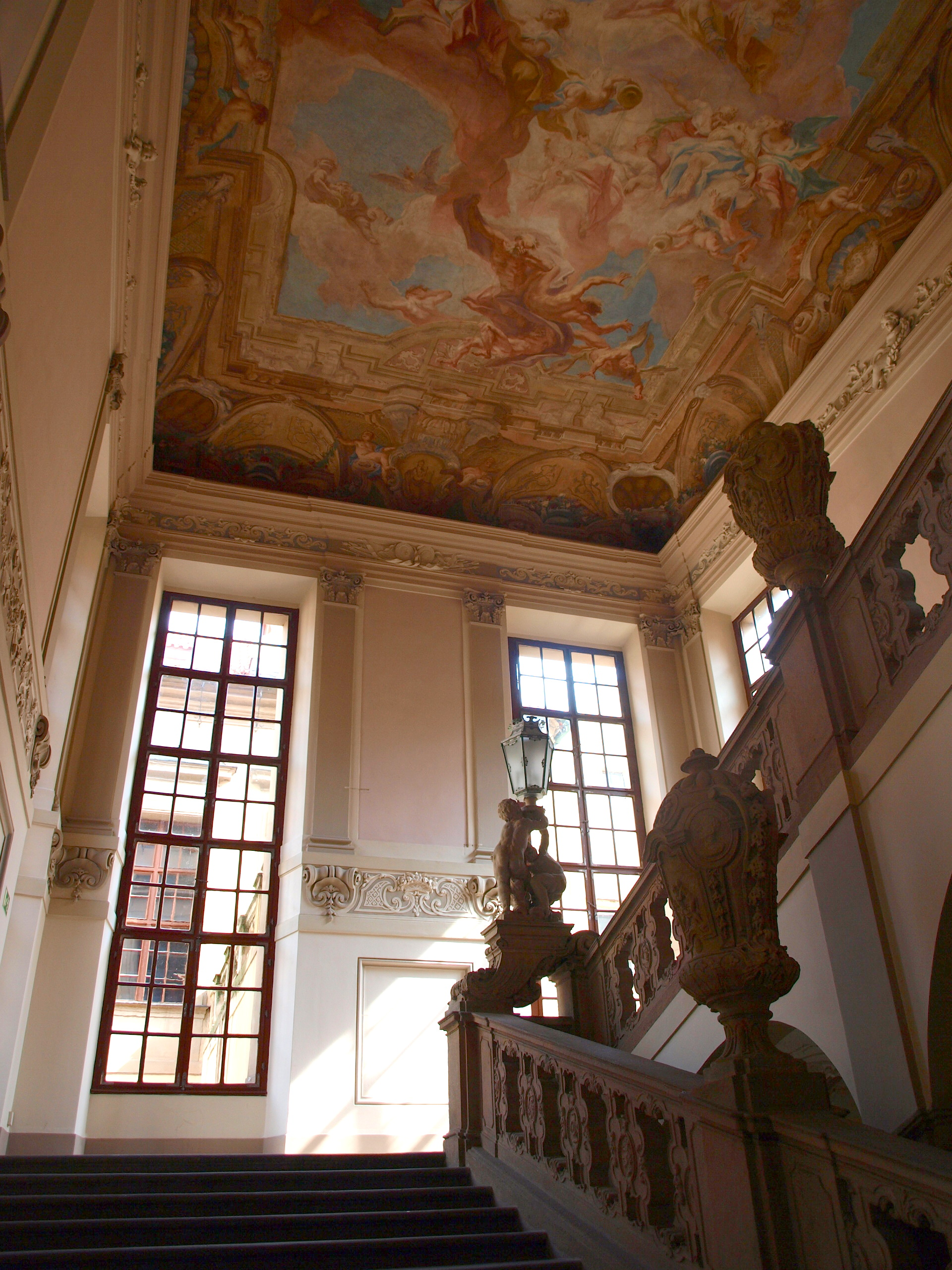
Schodiště Clam-Gallasova paláce v Praze od J. B. Fischera z Erlachu, 1714–1718.
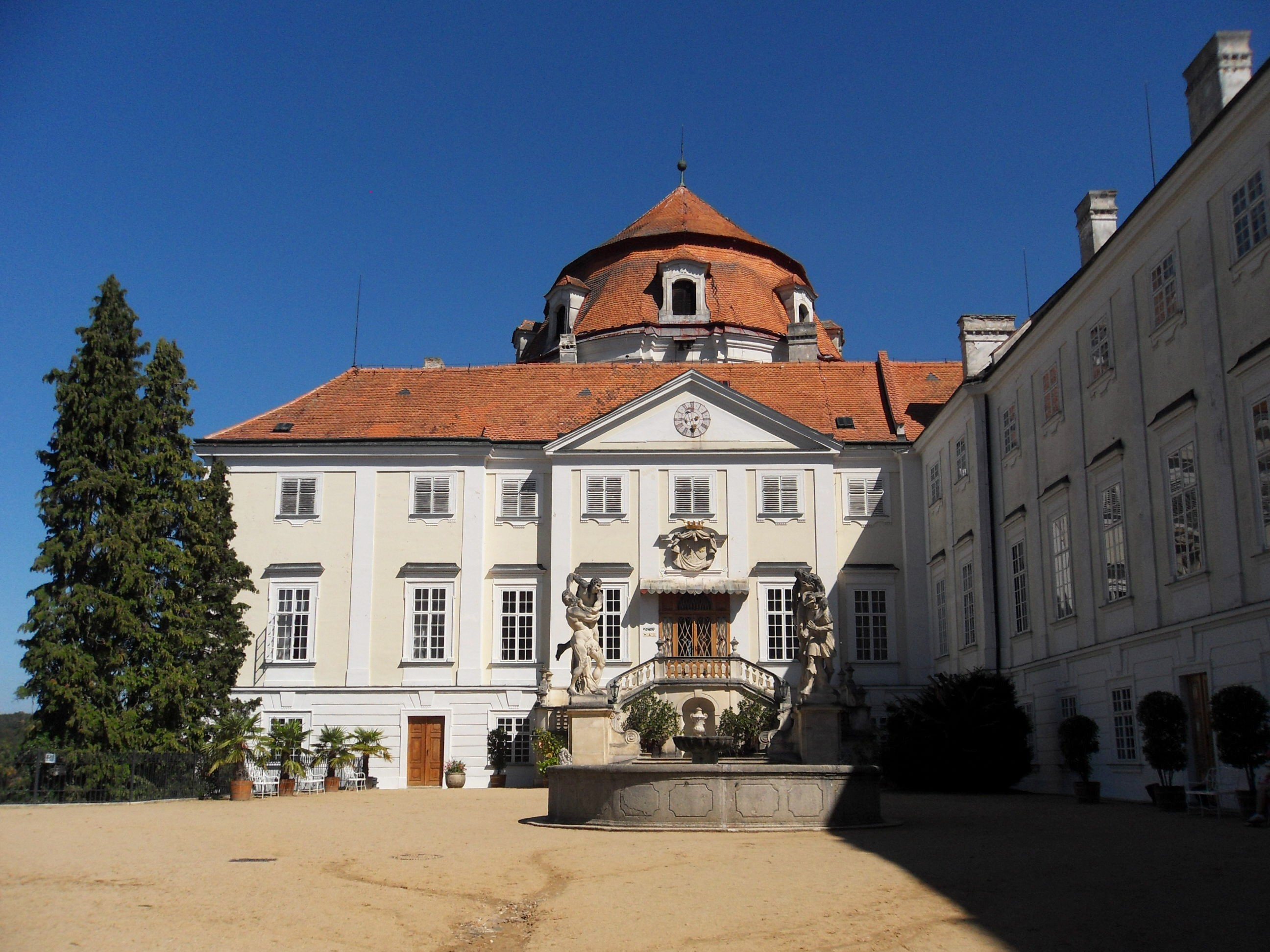
Zámek Vranov nad Dyjí barokně přestavěný J. B. Fischerem z Erlachu, začátek 18. století.
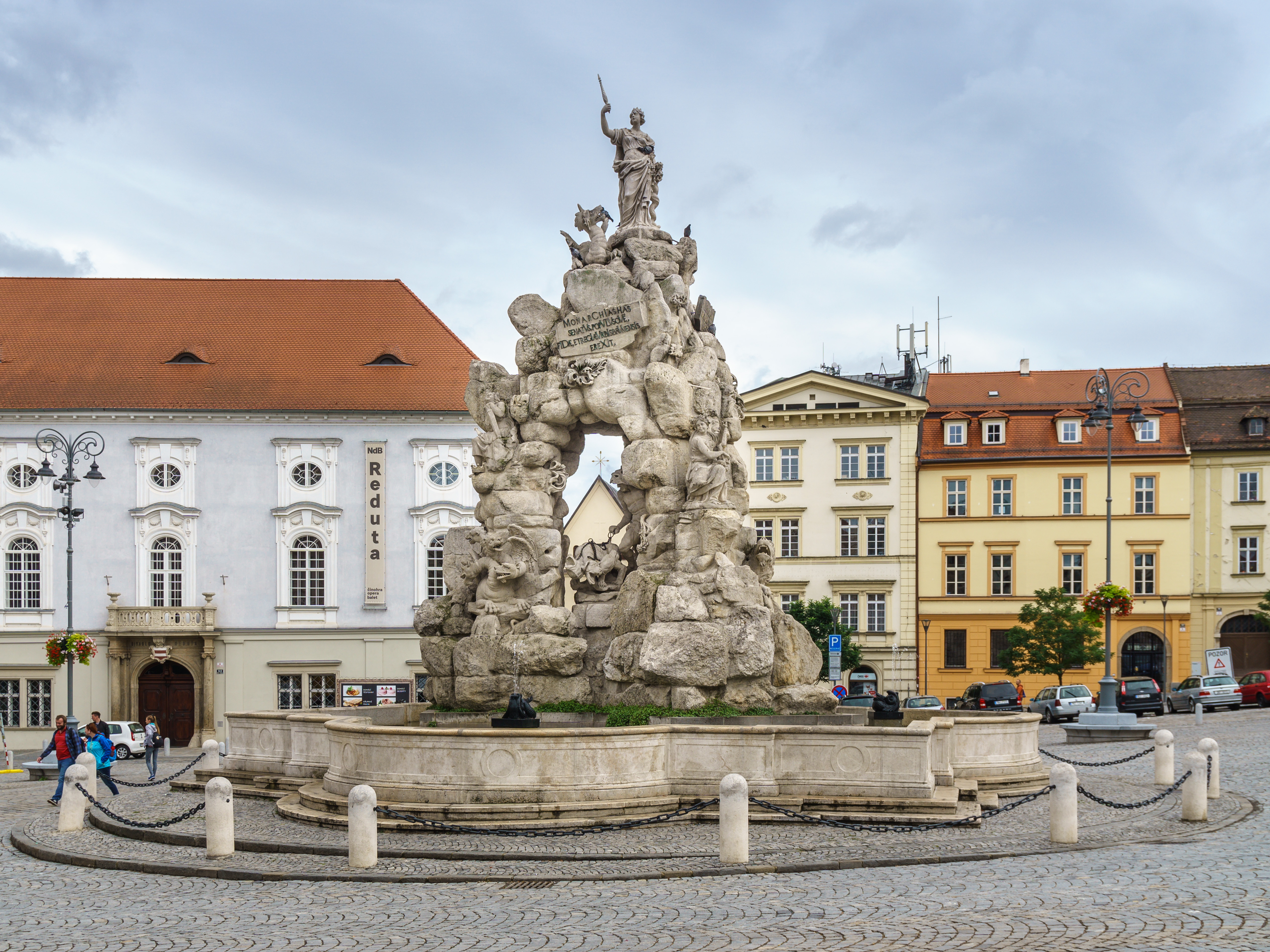
Kašna Parnas v Brně od J. B. Fischera z Erlachu, 1693–1695.
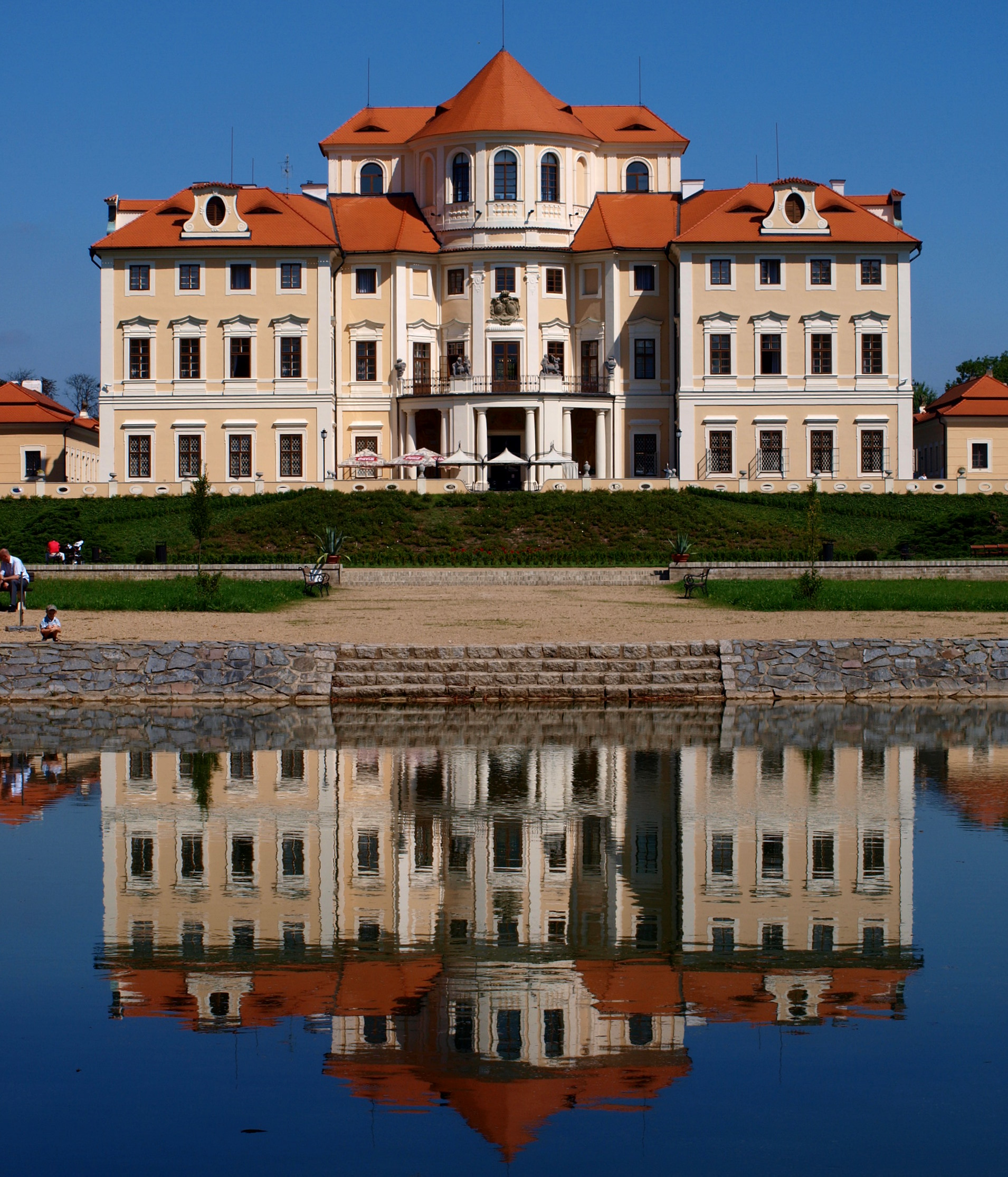
Zámek Liblice bývá nazýván barokní perlou
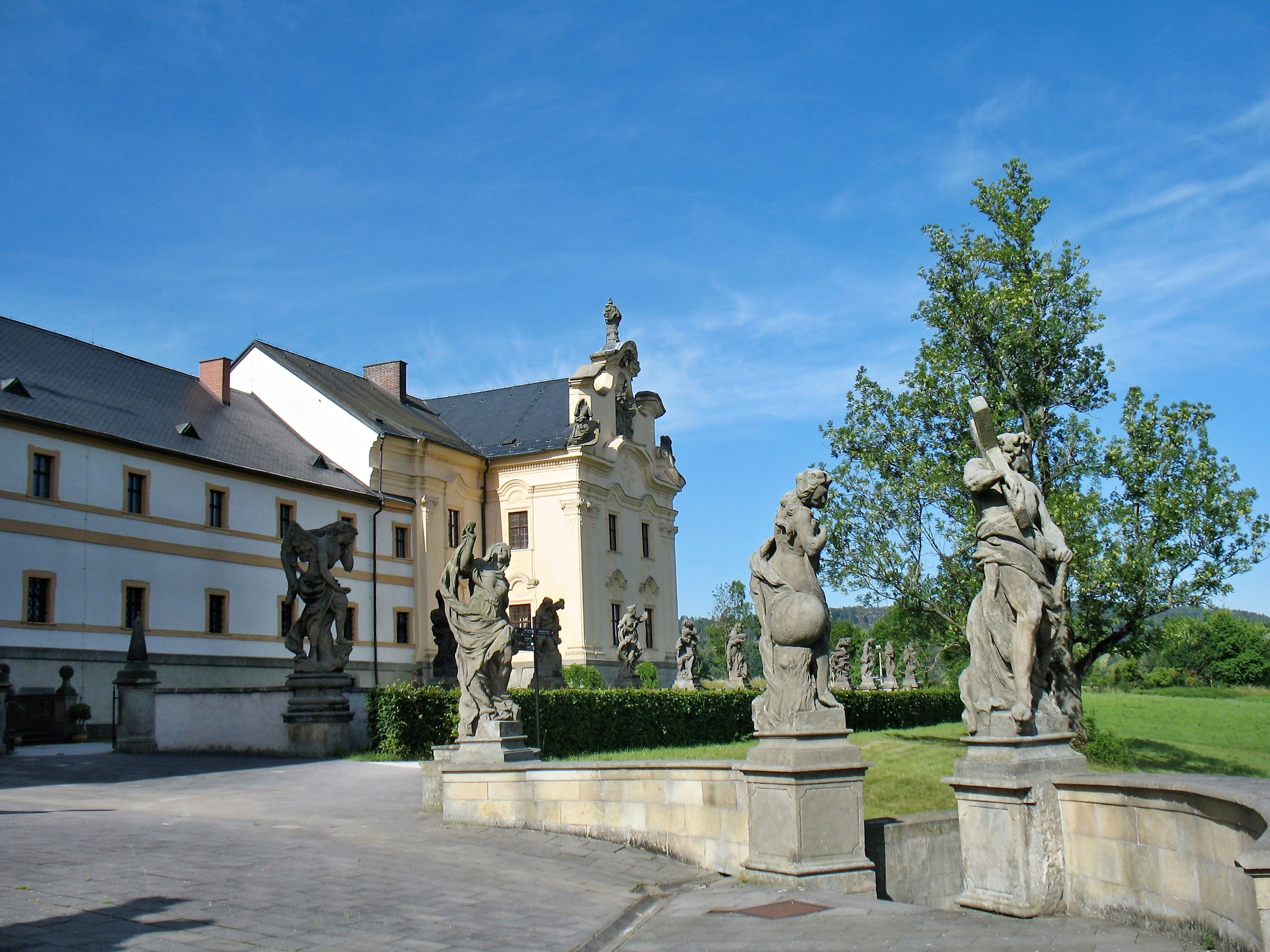
Hospitál v Kuksu

## Pozdní baroko a rokoko

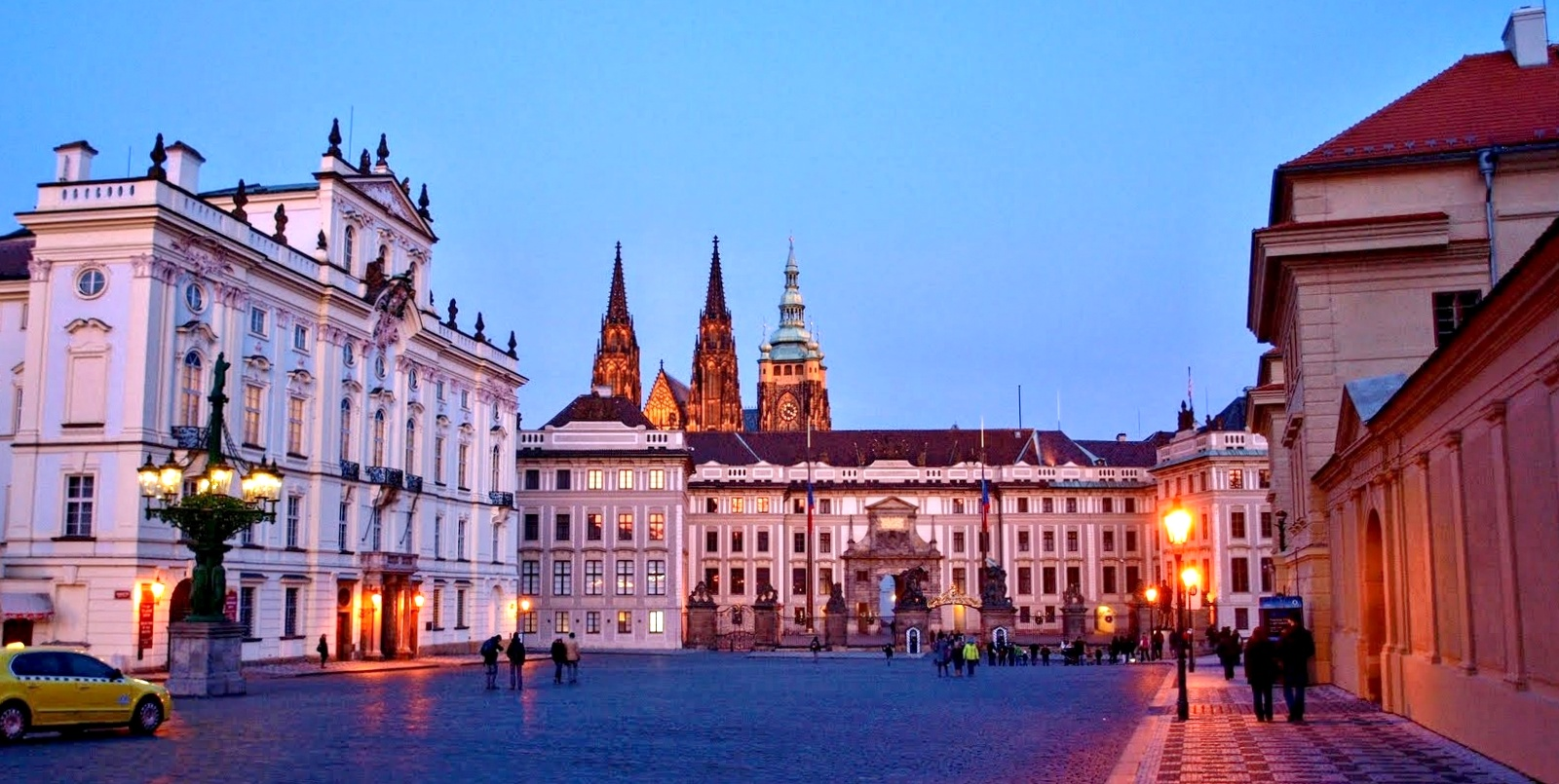
Pohled na čestný dvůr Pražského hradu od Nicoly Pacassiho postavený ve stylu pozdního barokního klasicismu, nalevo pozdně barokní (až rokokový) Arcibiskupský palác.

Doba pozdního baroka v českých zemích je spjata především s vládou královny Marie Terezie (1740–1780), po jejíž smrti byl tento styl stále častěji nahrazován klasicismem a nakonec i empírem.
Příkladem pozdního baroka (s prvky rokoka) v Praze je např. Arcibiskupský palác nebo palác Kinských na Staroměstském náměstí. Pozdní baroko se v českých zemích ve své poslední fázi stále více blížilo klasicistnímu stylu. Ve stylu tzv. barokního klasicismu byl z iniciativy Marie Terezie přestavěn Nový královský palác a Ústav šlechtičen na Pražském hradě podle projektu vídeňského architekta Nicoly Pacassiho.
Jednou z mála rokokových stavebních památek v českých zemích je zámek Nové Hrady u Skutče postavený v letech 1774–1777 tyrolským architektem Josefem Jägerem pro hraběte Jeana-Antoina Harbuvala de Chamaré podle vzoru francouzských zámků, díky čemuž bývá také někdy přezdíván jako „české Versailles“ nebo „malý Schönbrunn“.

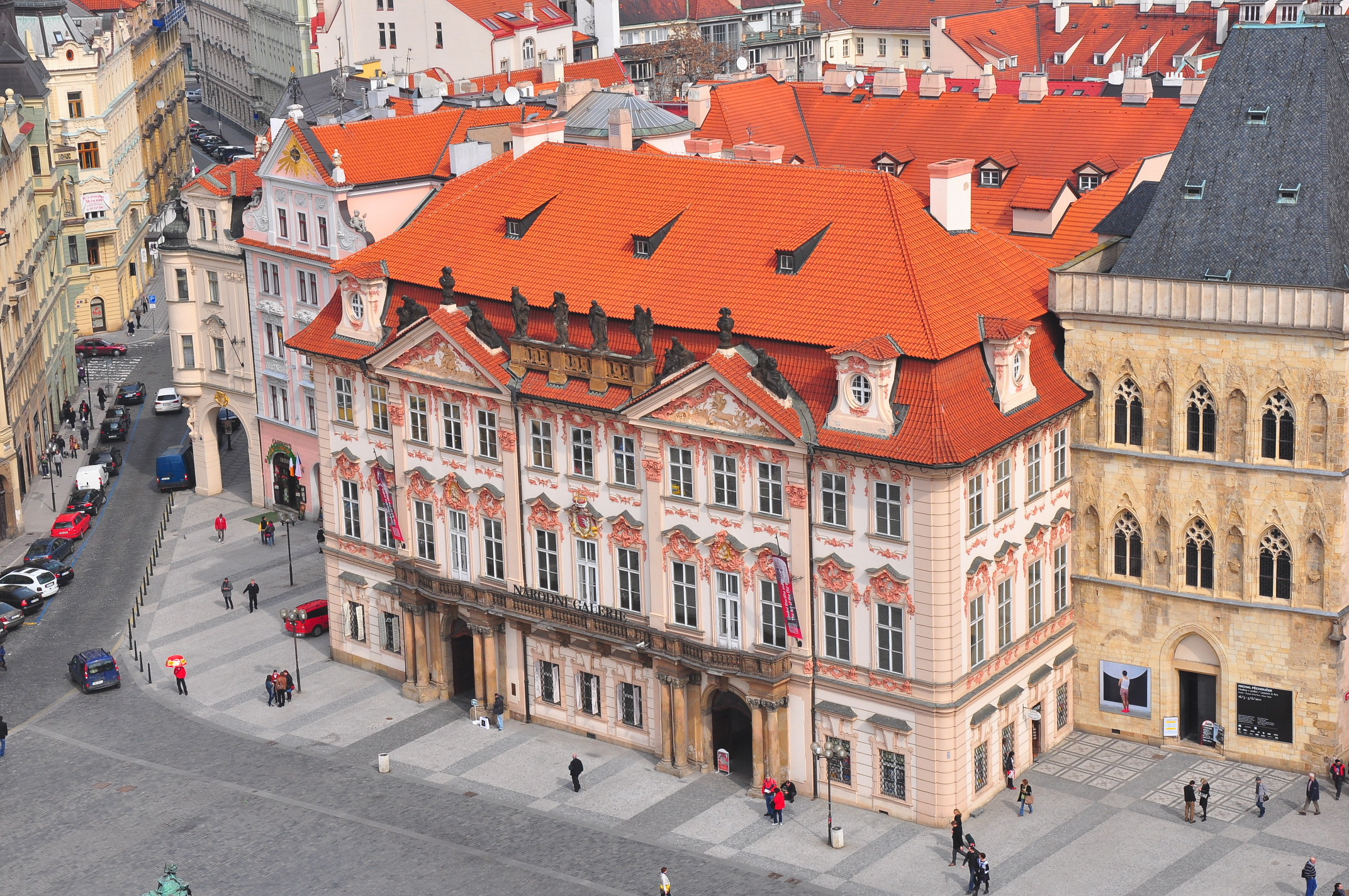
Palác Kinských na Staroměstském náměstí od K. I. Dientzenhofera a Anselma Luraga, 1755–65.
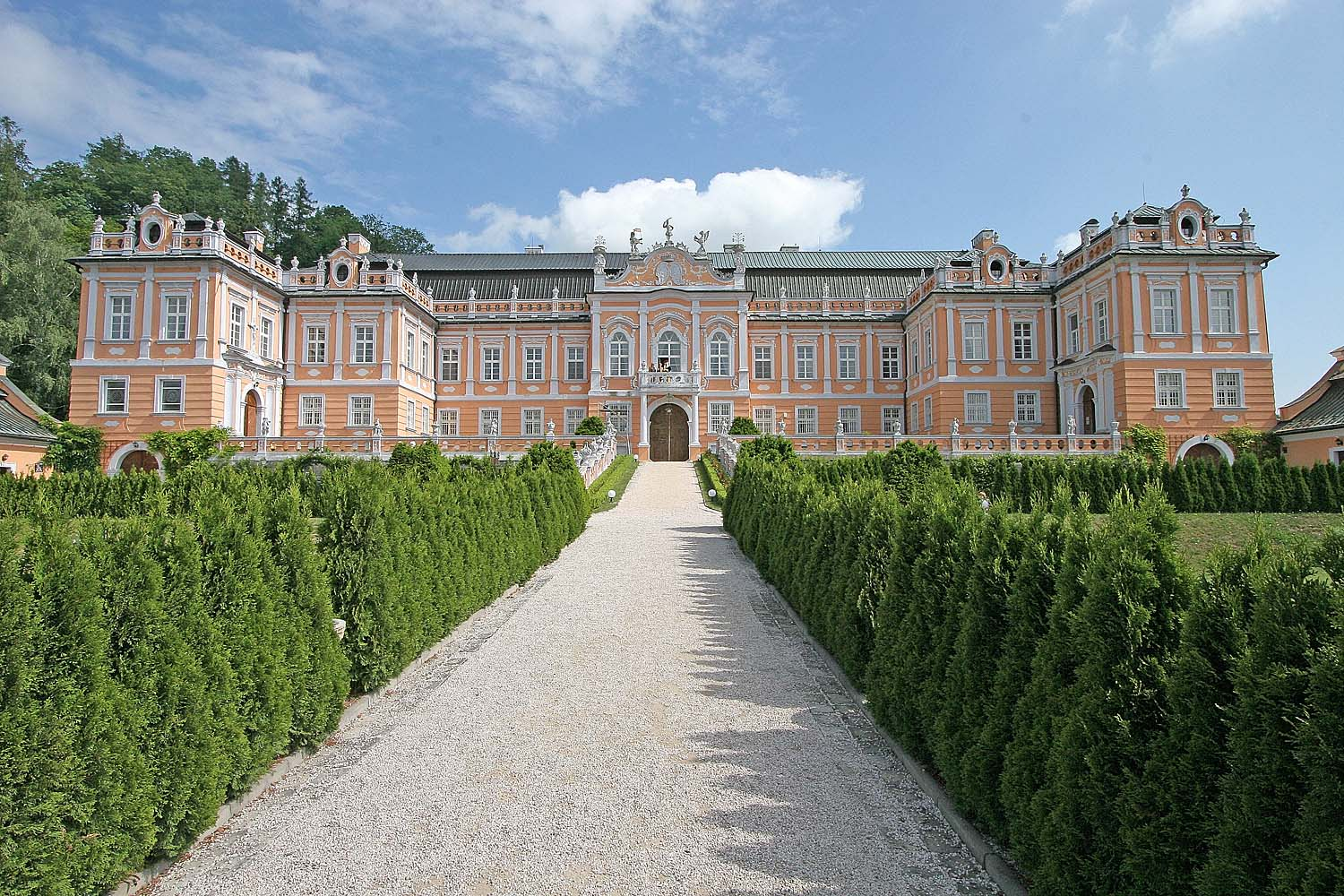
Zámek Nové Hrady na Orlickoústecku od Josefa Jägera, 1774–77.
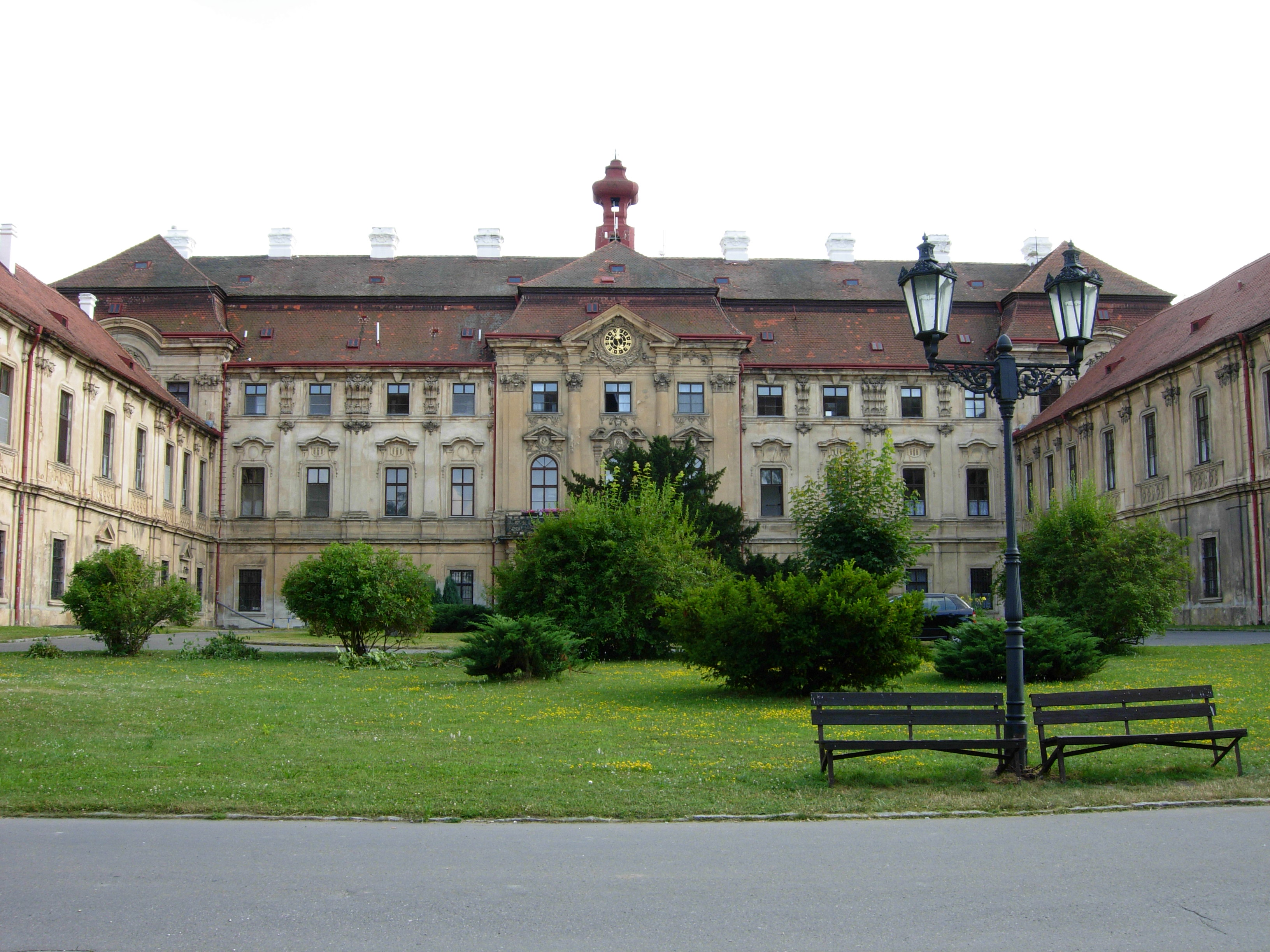
Průčelí zámku Měšice ve středních Čechách, 2. polovina 18. století.
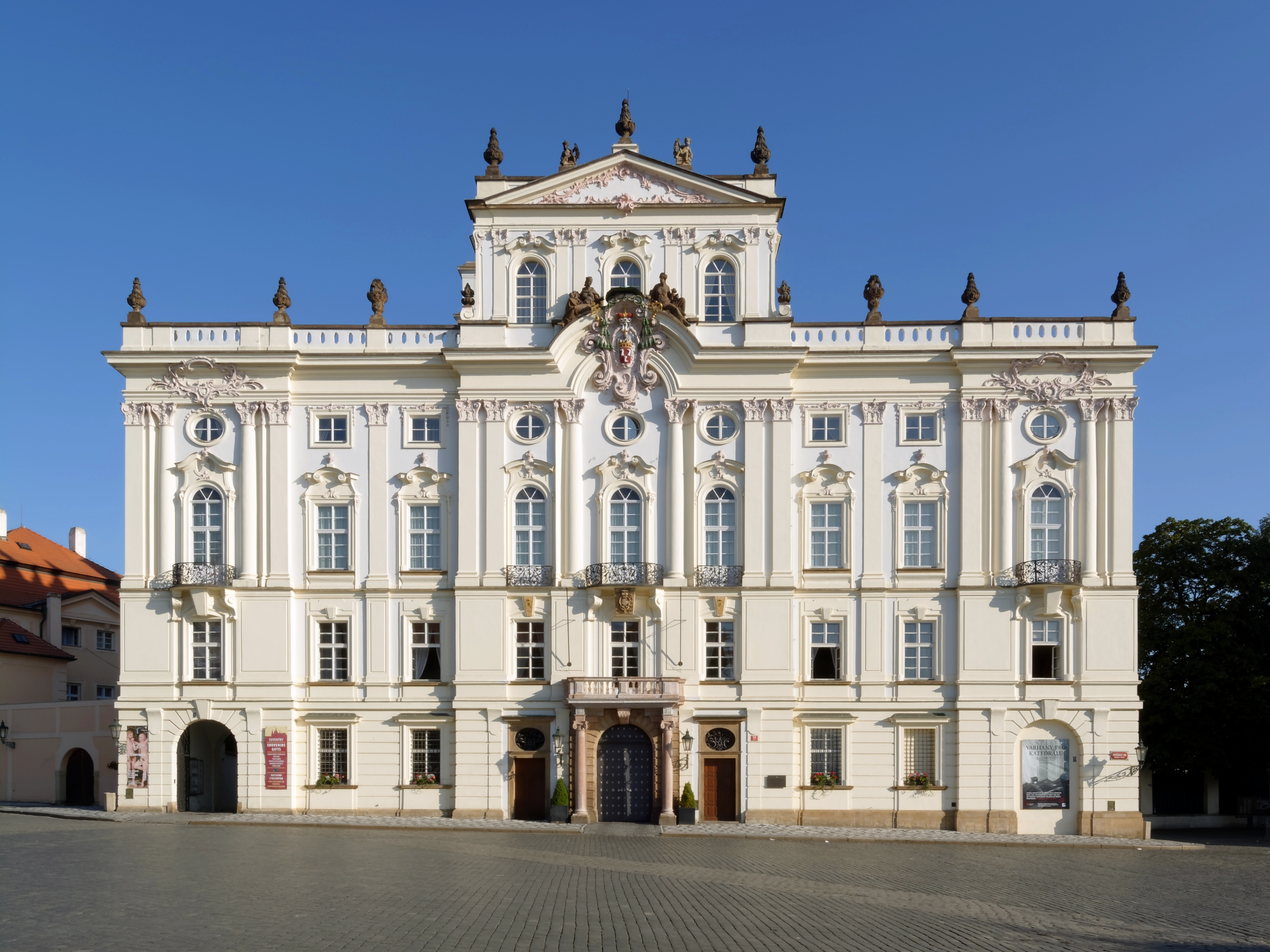
Arcibiskupský palác v Praze po přestavbě od J. Wircha, 2. polovina 18. století.

## Barokní umělci
Seznam barokních umělců působících v českých zemích:
- Ulrico Aostalli de Sala, architekt
- Giovanni Battista Alliprandi (1665–1720), architekt
- Luigi (Bartolomeo) Baccio del Bianco, malíř
- Pavel Ignác Bayer (1656–1733), architekt
- Matyáš Bernard Braun (1684–1738), sochař
- Ferdinand Maxmilián Brokoff (1688–1731), sochař
- Jan Rudolf Bys, malíř
- Jan Dominik Canevalle (1637?–1685), stavitel
- Jan Jakub Antonín Canevalle (1664?–1731), dvorní stavitel
- Marek Antonín Canevalle (1652–1711), architekt
- Karel Antonín Canevalle (1680–1740), architekt
- Francesco Caratti (asi 1620–1677), architekt
- Gianbartolomeo Cometa (1620–1687)
- Kilián Ignác Dientzenhofer, architekt
- Kryštof Dientzenhofer (1655–1722), architekt
- Jean Baptiste Dusart (kolem 1640? – po 1702?), sochař
- Johann Bernhard Fischer z Erlachu (1656–1723), architekt
- Domenico Galli (? – 1675), malíř
- Johann Georg Hermann, sochař
- Johann Lucas von Hildebrandt (1668–1745), architekt
- Josef Jäger (1721–1793), architekt
- František Maxmilián Kaňka, architekt
- Franz Anton Khuen, sochař ad.
- Avraam Leitner (1639–1701), architekt a stavitel
- Abrahám Leuthner (1640–1701), architekt
- Jan Kryštof Liška, malíř
- Filiberto Lucchese, architekt
- Carlo Lurago (1615–1684), architekt
- Jean-Baptiste Mathey (1630–1696), architekt
- Christian Alexander Oedtl (1655–1731), architekt a stavitel
- Giovanni Domenico Orsi, architekt
- Nicolo Pacassi (1716–1790), dvorní architekt Marie Terezie
- Giovanni de Galliano Peroni (1586–1654)
- Ondřej Filip Quitainer, sochař
- Nicolò Sebrgondi, zahradní architekt
- Andrea Spezza, architekt
- Konrád Max Süssner, sochař
- Giovanni Pietro Tencalla, architekt
- Jacopo de Vaccani, architekt
- Michael Leopold Willmann, malíř

V další generaci následovali talentovaní domácí architekti, byť se zahraničními kořeny:
- Kilián Ignác Dientzenhofer, (1689–1751)
- Anselmo Lurago, (1701–1765)
- Jan Blažej Santini-Aichel, (1677–1723)